# Fra Angelico
Fra Angelico (c. 1395-18 de febrer de 1455), nat Guido di Pietro, va ser un pintor del primer Renaixement italià, referit a les Vides d'Artistes de Vasari com posseïdor d'un «rar i perfecte talent».
Anomenat a Itàlia com il Beato Angelico, va ser conegut pels seus contemporanis com fra Giovanni da Fiesole (Fra Joan de Fiesole). En Les vides d'artistes, de Giorgio Vasari, escrita abans del 1555, ja apareix com fra Giovanni Angelico (Fra Joan l'Angèlic).
Durant la seua vida o poc després de la seua mort va començar a ser anomenat Il Beato (el Beat), en referència a la seua especialitat en la pintura de tema religiós. L'any 1982, el papa Joan Pau II el va beatificar, fent així oficial el seu títol.
De vegades, s'ha mal interpretat que Fiesole era una part del seu nom oficial, quan en realitat és el nom de la ciutat on va fer els seus vots, i era una manera de diferenciar-lo d'altres fra Giovanni. Apareix al Martirologi Romà com Beatus Ioannes Faesulanus, cognomento Angelicus—"Beat Joan de Fiesole, anomenat Angèlic".
El biògraf del segle xvi, Vasari, va dir-ne:
| « | Però és impossible fer massa lloances a aquest pare sagrat, que era tan humil i modest en tot allò que feia i deia i les pintures del qual van ser fetes amb tanta facilitat i pietat. | » |

## Biografia

### Primers anys, 1395–1436

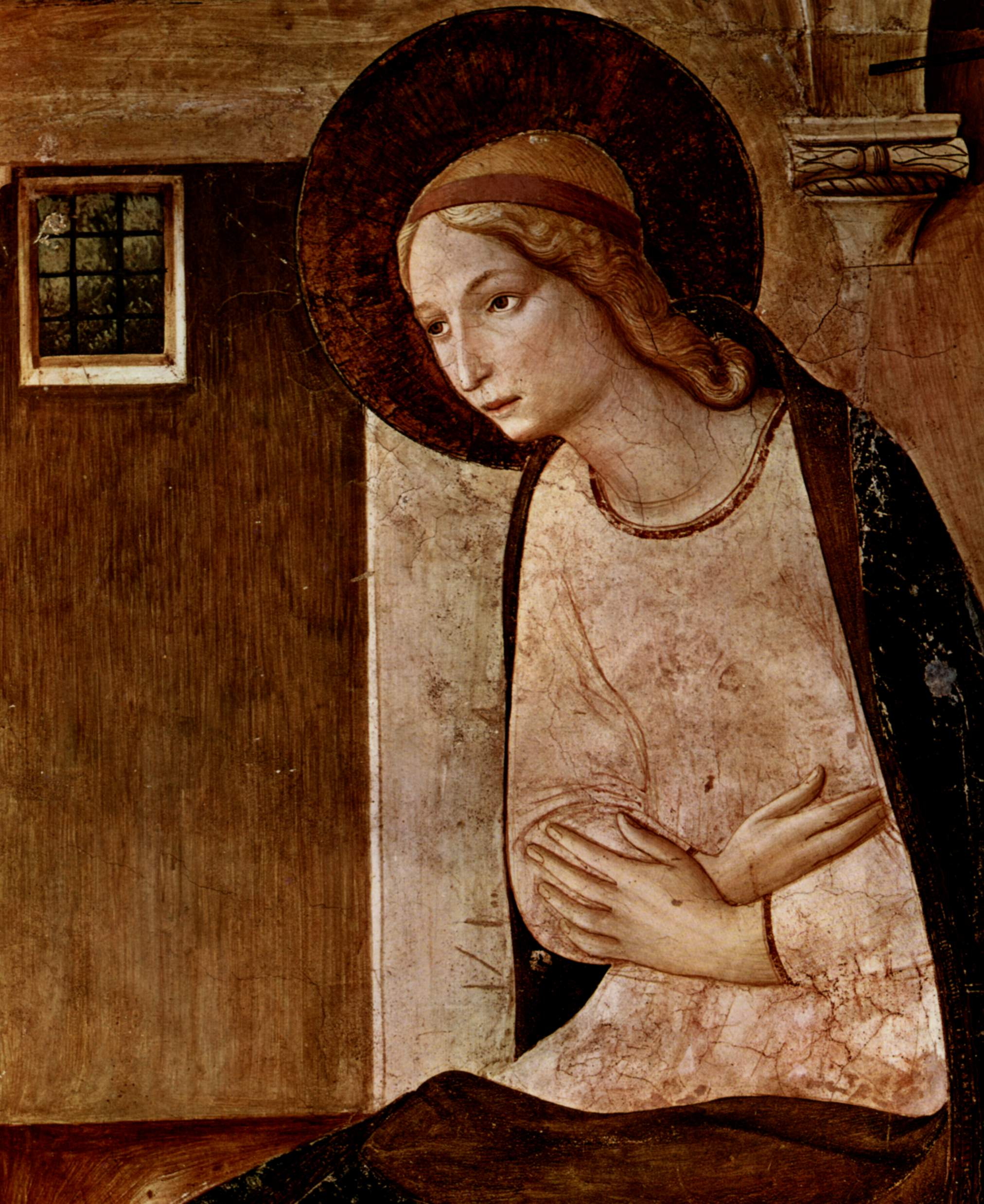
La Mare de Déu de l'Anunciació.

Fra Angelico va nàixer Guido di Pietro a Rupecanina, a la comarca toscana de Mugello, prop de Fiesole, cap a la fi del segle xiv i va morir a Roma l'any 1455. No se sap res dels seus pares. Va ser batejat com Guido o Guidolino. El primer document que es conserva sobre la seua vida data del 17 d'octubre del 1417, quan va unir-se a una confraria al Carmine, encara amb el nom de Guido di Pietro. Aquest document revela que ja era pintor, un fet que es confirma amb posteriors documents de pagament a Guido di Pietro, al gener i febrer del 1418, per obres fetes per a l'església de Santo Stefano del Ponte. El primer document d'Angelico com a frare data del 1423, en què és anomenat per primera vegada fra Giovanni, seguint el costum dels ordes religiosos de prendre un nou nom. Va ser un membre de la branca contemplativa dels dominicans a Fiesole.
Inicialment, va rebre formació com a miniaturista, possiblement treballant junt al seu germà major, Benedetto, qui també va ser dominicà. El seu mestre de miniatura és desconegut. Sant Marc, a Florència, conserva diversos manuscrits dels quals hom creu que van ser il·lustrats completament o en part per ell. El pintor Lorenzo Monaco va poder contribuir a la seua formació artística, i la influència de l'escola senesa es manifesta en la seua obra. Va gaudir d'importants càrrecs als convents on va viure, però aquestes responsabilitats no van limitar el seu art, que ben aviat va esdevenir cèlebre. Segons Vasari, les primeres pintures de fra Angelico van ser un retaule i una pantalla pintada per al monestir cartoixà de Florència: ambdues perdudes avui dia.
Entre 1408 i 1418, va romandre al convent dominicà de Cortona, on va fer frescos, actualment destruïts, a l'església, i on va poder ser ajudant o deixeble de Gherardo Starnina. Entre 1418 i 1436, va romandre al convent de Fiesole, on també va fer diversos frescos per a l'església i un retaule, deteriorat però restaurat. Una predel·la del retaule roman intacta a la National Gallery de Londres i és un superb exemple del talent de Fra Angelico. Mostra Crist en la Glòria, envoltat per més de 250 figures, incloent-hi dominicans beatificats.

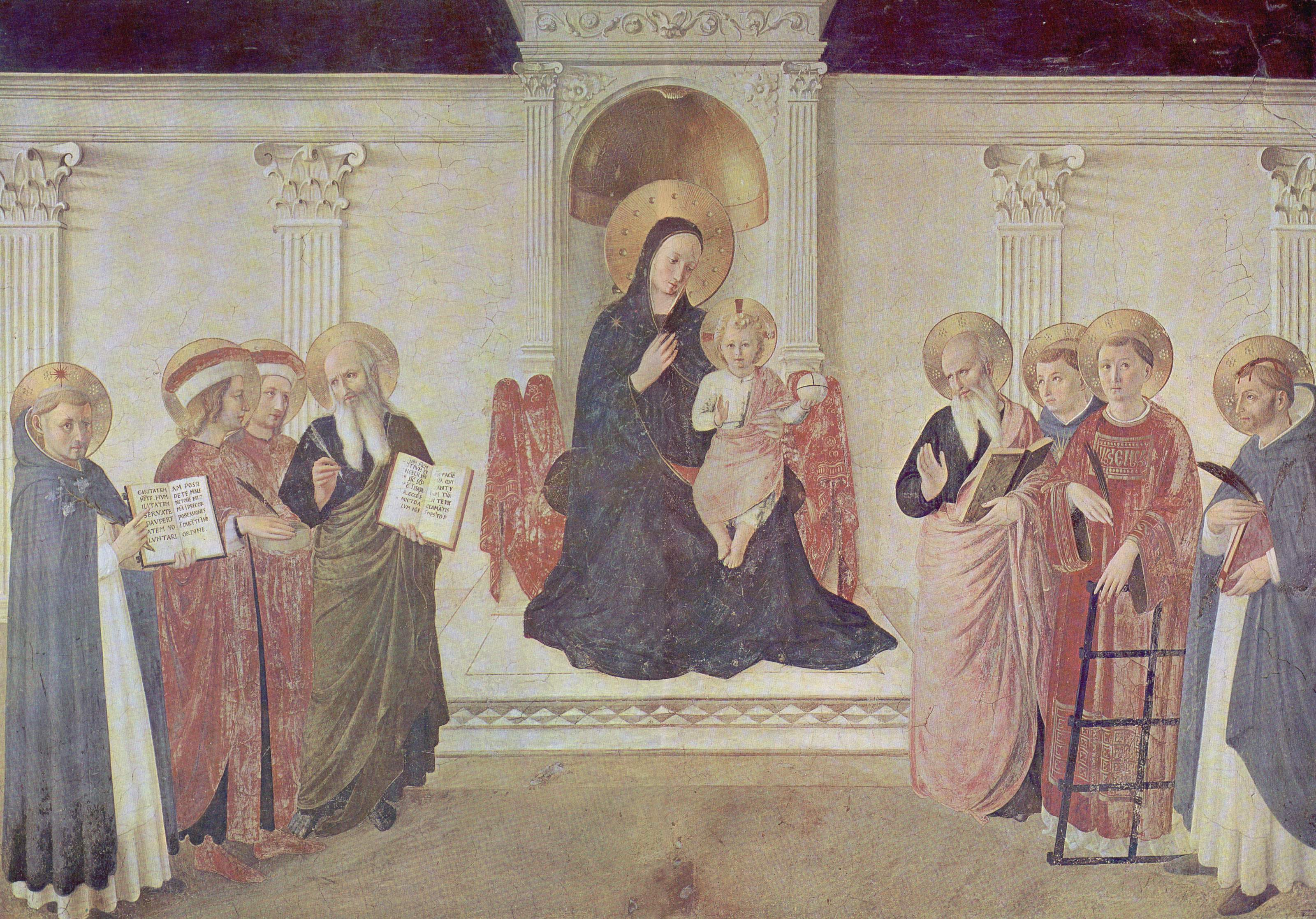
La Maestà (Mare de Déu entronitzada) amb els sants Cosme i Damià, sant Marc i sant Joan, sant Llorenç i tres dominicans, sant Domènec, sant Tomàs d'Aquino i Pere de Verona; Sant Marc (Florència)

### Sant Marc, Florència, 1436–1445
L'any 1436, fra Angelico va ser un membre del grup de monjos de Fiesole que es va traslladar al recentment construït monestir de Sant Marc, a Florència. Aquest trasllat va ser un esdeveniment d'importància, atès que va situar fra Angelico a la ciutat que era el centre de l'activitat artística de la regió, sota el patrocini dels més rics i poderosos membres de la Senyoria de la ciutat, Cosme el Vell, que hi disposava d'una àmplia cel·la (després ocupada per Savonarola) reservada per a poder apartar-se del món.
Segons Vasari, va ser Cosme qui va encomanar a fra Angelico la tasca de decorar el monestir, incloent-hi el magnífic fresc de la Sala Capitular, la sovint reproduïda Anunciació al final de les escales que condueixen a les cel·les, la Maestà amb sants i els nombrosos petits frescos devocionals, que representen escenes de la vida de Crist i que adornen els murs de les cel·les.
L'any 1439, va fer una de les seues obres més cèlebres, el retaule de Sant Marc. El resultat va ser molt original per a l'època. Llavors eren habituals les imatges de la Mare de Déu entronitzada amb l'Infant, envoltada de sants, però normalment representaven un entorn celeste, en el qual els sants i els àngels suraven com presències divines, i no com éssers humans. Però, en l'obra de fra Angelico, els sants se situen sòlidament en l'espai, agrupats de manera natural, com si foren capaços de conversar a propòsit de l'experiència de la contemplació de la Mare de Déu en la glòria. Pintures com aquesta, denominades Converses Sagrades, havien d'esdevenir les principals comandes fetes a artistes com ara Giovanni Bellini, Perugino i Rafael.

### El Vaticà, 1445–1455

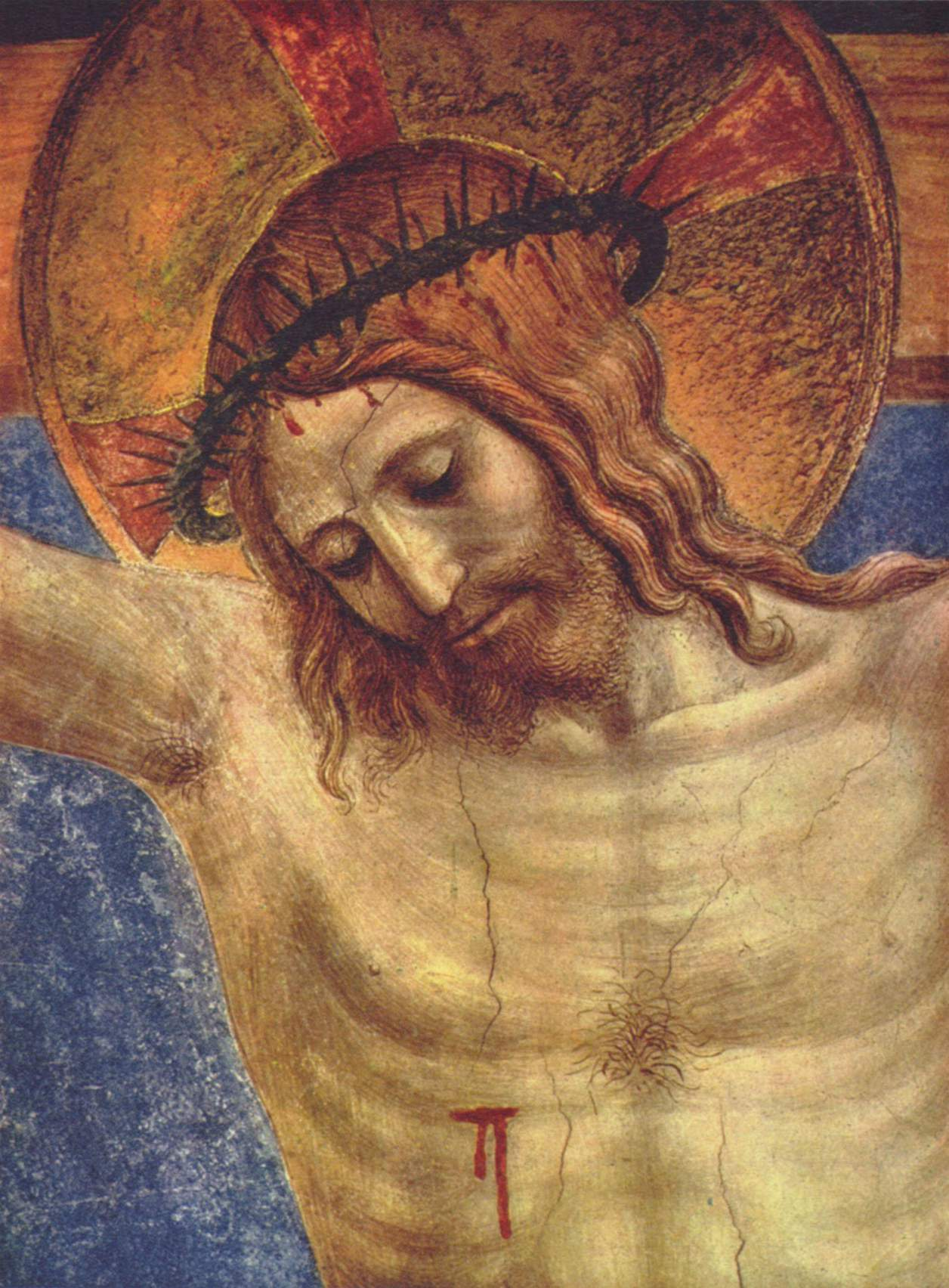
Crist crucificat.

L'any 1445, el papa Eugeni IV el va convocar a Roma per pintar els frescos de la Capella del Sagrat Sacrament a l'antiga basílica de Sant Pere, posteriorment enderrocada pel papa Pau III. Vasari diu que, per aquell temps, el papa Nicolau V li va oferir l'Arquebisbat de Florència, que hi va refusar, i recomanà altre frare per al càrrec. Tot i que la història sembla creïble i fins i tot vertadera, si la data de Vasari és correcta, el papa hauria d'haver estat Eugeni, i no Nicolau. L'any 1447, fra Angelico era a Orvieto amb el seu deixeble, Benozzo Gozzoli, fent obres per a la catedral. Entre els seus deixebles, cal esmentar també Zanobi Strozzi.
Entre 1447 i 1449, era de nou al Vaticà, fent els frescos per a la Capella Nicolina, per a Nicolau V. Les escenes de les vides de dos diaques martiritzats de l'Església cristiana primitiva, sant Esteve i sant Llorenç, probablement van ser fetes totalment o en part pels seus ajudants. La petita capella, amb els seus murs coberts de lluents frescos i decoracions daurades, fa la impressió d'un joier. Del 1449 al 1452, fra Angelico va romandre al seu vell convent de Fiesole, del qual va ser prior.

### Mort i beatificació
L'any 1455, fra Angelico va morir mentre visitava un convent dominicà de Roma, potser amb la intenció de treballar a la capella del papa Nicolau. Va ser enterrat a l'església de Santa Maria sopra Minerva.
| «                        | Quan feu les meues lloances, no compareu els meus talents als d'Apel·les. Sinó per haver-te dedicat a tu, Crist, tot benefici. Els fets que compten a la terra no són els que compten al cel. A mi, Giovanni, la ciutat flor d'Etrúria, em va dur al món. | » |
| — Traducció de l'epitafi | |   |

Vegeu Apel·les.

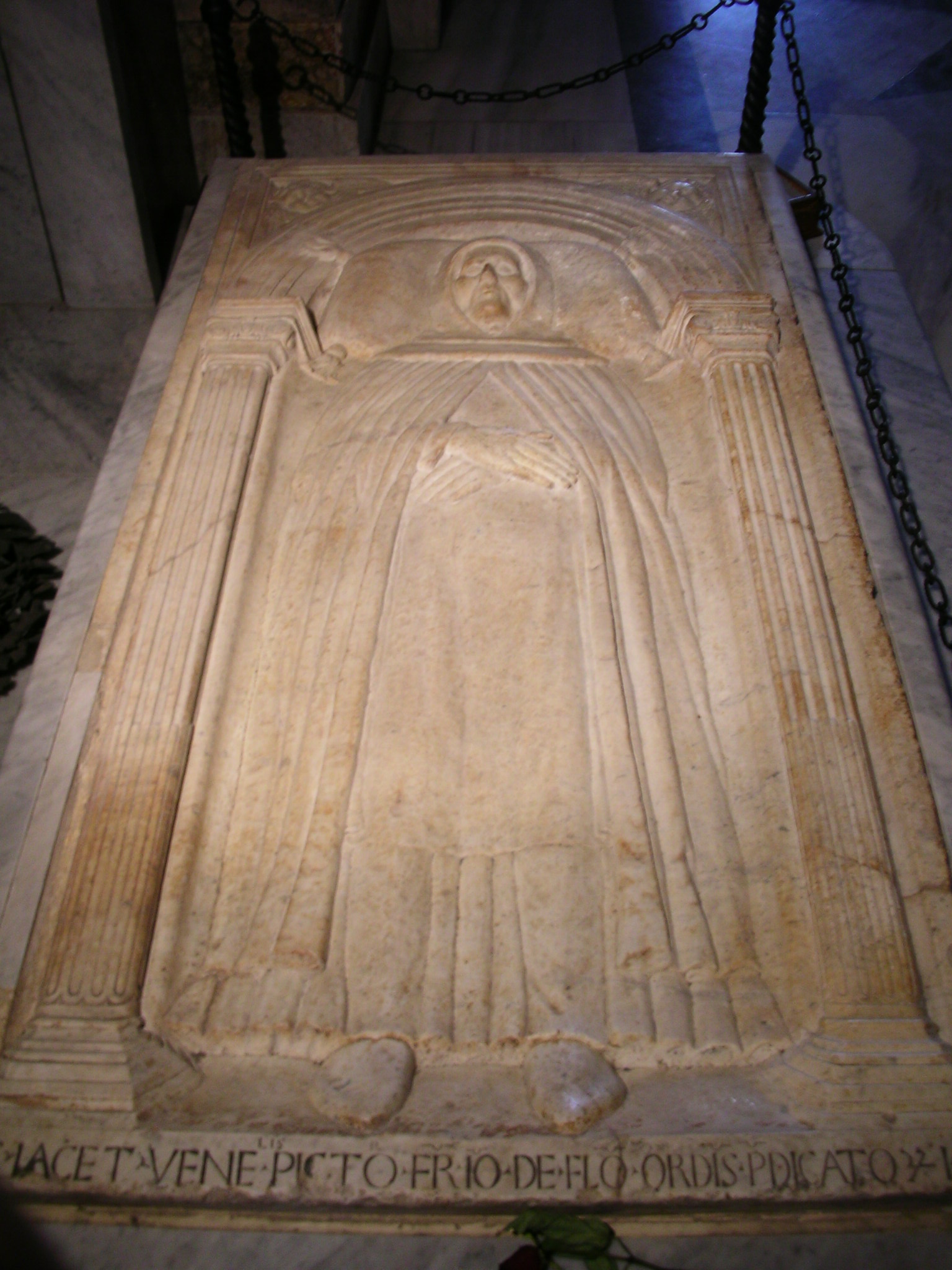
Tomba de Fra Angelico, Santa Maria sopra Minerva, Roma.

El papa Joan Pau II va beatificar fra Angelico el 3 d'octubre del 1982, i l'any 1984 el va declarar patró dels artistes catòlics.
| «                  | Se sap que Angelico va dir: «Qui fa el treball de Crist ha de romandre sempre amb Crist». Aquest lema li va guanyar el sobrenom de "beat Angelico", per la perfecta integritat de la seua vida i la gairebé divina bellesa de les imatges que va pintar, i sobre totes les altres les de la Mare de Déu. | » |
| — Papa Joan Pau II | |   |

| «                          | A través de diversos relats de la vida de fra Angelico, hom pot deduir el sentit de per què va ser mereixedor de la beatificació. Va portar la vida devota i ascètica d'un frare dominic, i mai no va ascendir per damunt d'aquest rang; va seguir els dictats de l'orde pel que feia a la caritat amb els pobres; i sempre va mantenir un bon caràcter. Totes les seues pintures van ser sobre temes religiosos, i sembla que mai no les va alterar ni retocar, potser per una convicció religiosa respecte que si les seues pintures eren inspirades per la divinitat, llavors havien de mantenir la seua forma original. Afirmava que qui il·lustra els actes de Crist havia de ser amb Crist. Està demostrat que no agafava un pinzell sense abans pregar ferventment i que va plorar mentre pintava una crucifixió. El Judici Final i l'Anunciació van ser dos dels temes que més sovint va tractar. | » |
| — William Michael Rossetti | |   |

### Licor
S'ha donat el nom de fra Angelico a un tradicional licor d'avellana italià sota la marca de Fra Angelico. Es presenta en una botella amb forma d'hàbit de monjo amb un cordill lligat a la cintura.

## Avaluació
Fra Angelico va treballar en un temps en què l'estil pictòric estava canviant. Aquest procés de canvi havia començat cents anys abans, amb les obres de Giotto i alguns dels seus contemporanis, principalment Giusto de Menabuoi, els quals havien fet la major part de la seua obra a Pàdua, tot i que Giotto s'havia ensinistrat a Florència amb el gran artista gòtic Cimabue, i havia pintat la sèrie de frescos sobre sant Francesc a la Capella Bardi de la Basílica de la Santa Creu. Giotto va tenir molts seguidors entusiastes, que van imitar el seu estil de pintura al fresc, i alguns d'ells, especialment els Lorenzetti, van atènyer importants èxits.

### Patrons

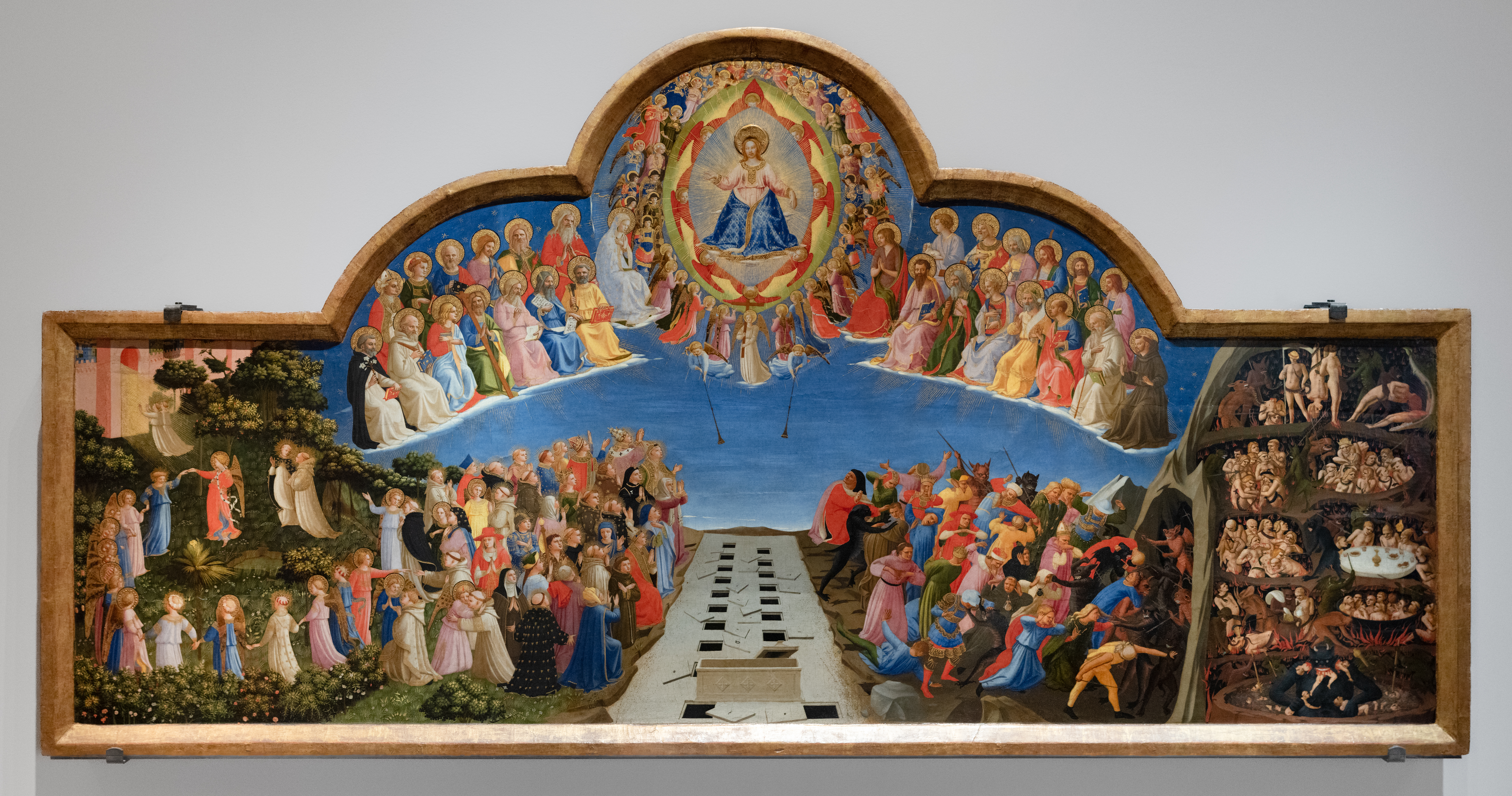
Sant Marc, el Dia del Judici, panell de la predel·la d'un retaule que palesa la precisió, el detall i el color requerits en una obra per encàrrec.

Els patrons d'aquests artistes eren habitualment establiments monàstics o famílies riques que patrocinaven la construcció d'una església. Atès que les pintures solien ser sobre temes religiosos, els patrons tendien a ser conservadors. Sovint, segons sembla, quan més ric era el patró, més conservadors eren els seus gustos. N'hi havia una important raó. Les pintures encarregades «parlaven» sobre el patró. Com més or s'hi emprava, més deia de la glòria del patró. Altres matèries primeres valuoses que s'hi empraven eren el lapislàtzuli i el vermelló. Les obres fetes amb aquests colors no se sotmetien a un tractament tonal. El blau fet de lapislàtzuli polvoritzat s'aplicava directament, i la força i lluentor del color eren, com les làmines d'or, un senyal de la capacitat del patró de proporcionar materials cars. Per aquesta raó, els retaules es pintaven amb un estil més conservador que els frescos, que habitualment incloïen grans figures, sovint de mida natural, i pretenien més aviat crear un ambient i no impactar pel seu luxe.

### Contemporanis
Fra Angelico va ser contemporani de Gentile da Fabriano. El retaule de l'Adoració dels Reis Mags de Gentile (1423), als Uffizi, es considera una de les obres més importants de l'estil anomenat pintura gòtica internacional. En l'època en què va ser pintat, un altre jove artista, conegut com a Masaccio, estava treballant en els frescos de la Capella Brancacci a l'església del Carmine. Masaccio havia absorbit completament l'estil de Giotto. Pocs dels pintors que a Florència van poder admirar les seues robustes, vívides i emotives figures van poder evitar sentir-s'hi influïts. El seu company de treballs era un vell pintor, Masolino da Panicale, de la mateixa generació que fra Angelico. Malauradament, Masaccio va morir als 27 anys, deixant l'obra inacabada.

### Retaules
Les obres de fra Angelico mostren alhora elements conservadors en línia amb l'estil gòtic i d'altres progressivament renaixentistes. Al retaule de la Coronació de la Mare de Déu, pintat per a l'església florentina de Santa Maria Novella, s'hi troben tots els elements que caldria esperar en un caríssim retaule del segle xiv -un fons daurat, grans quantitats d'atzur i vermelló, i un ús evident del verd d'arsènic. L'execució dels halos daurats i les vores daurades dels vestits és exquisida i plenament gòtica. El que fa d'aquesta una pintura renaixentista és, a diferència de l'obra mestra de Gentile da Fabriano, la solidesa, l'espai tridimensional, el naturalisme de les figures i el realisme amb què els vestits pengen i les envolten. Tot i que les figures estan col·locades sobre núvols, la composició té en compte el pes, com si estigueren sobre la terra.

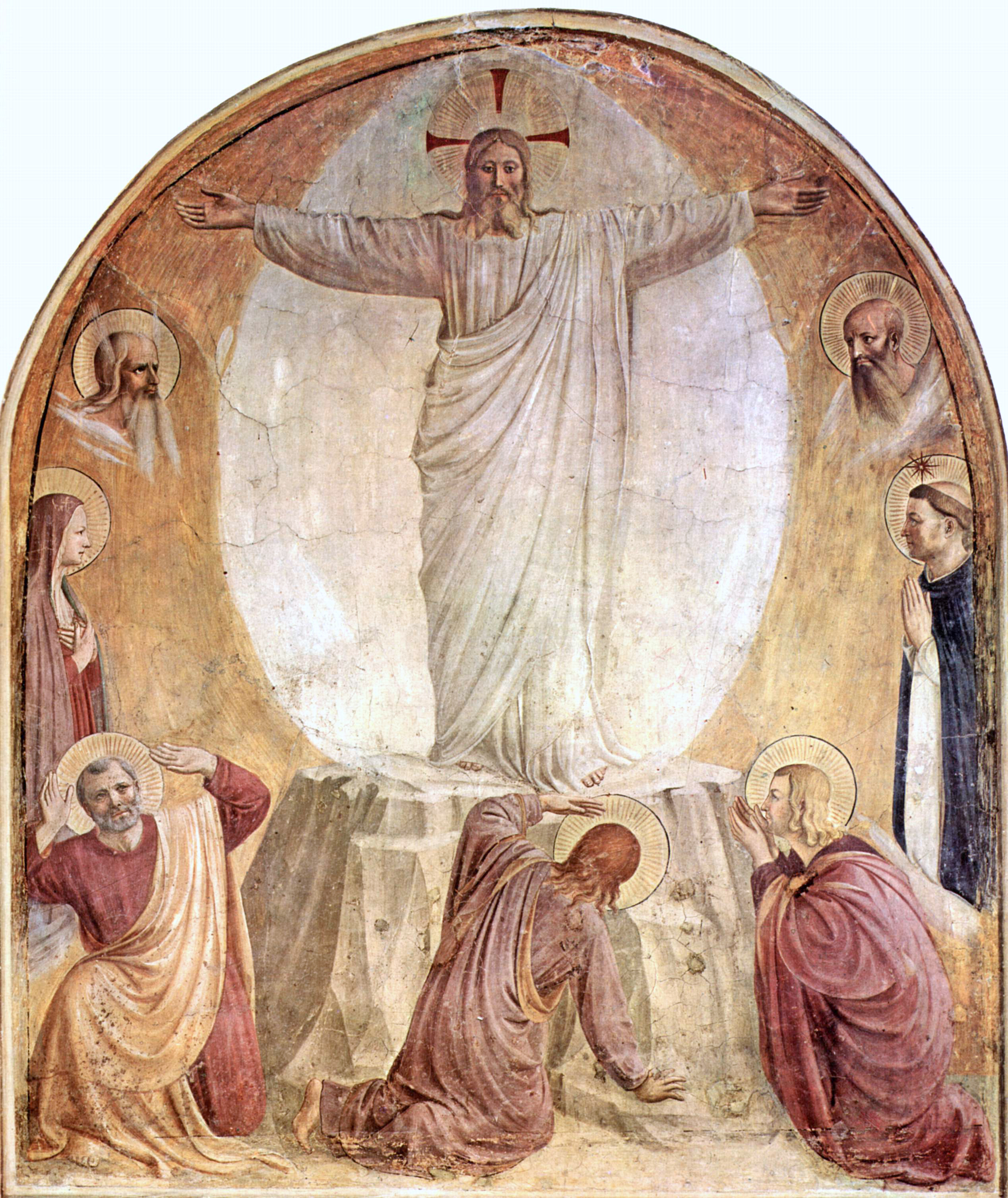
Transfiguració mostra la franquesa, la simplicitat i la reduïda paleta típica d'aquests frescos. Feta en una cel·la monacal del convent de Sant Marc, el seu objectiu aparent és encoratjar la devoció privada.

### Frescos
Les sèries de frescos que fra Angelico va pintar per als pares dominicans a Sant Marc aprofiten les innovacions fetes per Masaccio i les porten més enllà. Lliure de les restriccions imposades pels rics clients i de les limitacions de la pintura en llenç o fusta, fra Angelico va ser capaç d'expressar la seua pregona devoció a Déu i el seu coneixement i amor per la humanitat. Els frescos de les cel·les, destinats a inspirar la pregària íntima, gaudeixen d'una qualitat basada en la senzillesa, la humilitat i la limitació de la paleta de colors. Hi abunda el rosa moradenc en lloc del roig, i el blau brillant i car hi és gairebé completament absent. En el seu lloc, pot veure's un verd apagat i el blanc i negre dels hàbits dels frares dominicans. Les pintures no són gens luxoses; i, per tant, res no pot distreure de les experiències espirituals sofertes pels personatges que s'hi retraten. Cadascuna posa davant de la persona que la contempla: un episodi de la vida de Crist. Són com finestres a un món paral·lel. En resolució, aquests frescos continuen sent un punyent testimoni de la pietat de l'home que els va crear.
Vasari relata que Cosme el Vell, en veure aquestes obres, va demanar a fra Angelico que creara una escena de la Crucifixió amb molts sants per a la Sala Capitular. Com als altres frescos, la riquesa del mecenes no va influir sobre fra Angelico, que va fer el nou fresc seguint el mateix humil estil dels seus companys de les cel·les.
Masaccio va experimentar amb la perspectiva en la seua creació d'un nínxol pintat de manera realista a Santa Maria Novella. Posteriorment, fra Angelico demostraria la seua mestria en la perspectiva lineal, particularment en les pintures de l'Anunciació representada en un escenari d'arcades com les que Michelozzo i Brunelleschi van crear a Sant Marc i a la plaça d'enfront.

### Vides de sants

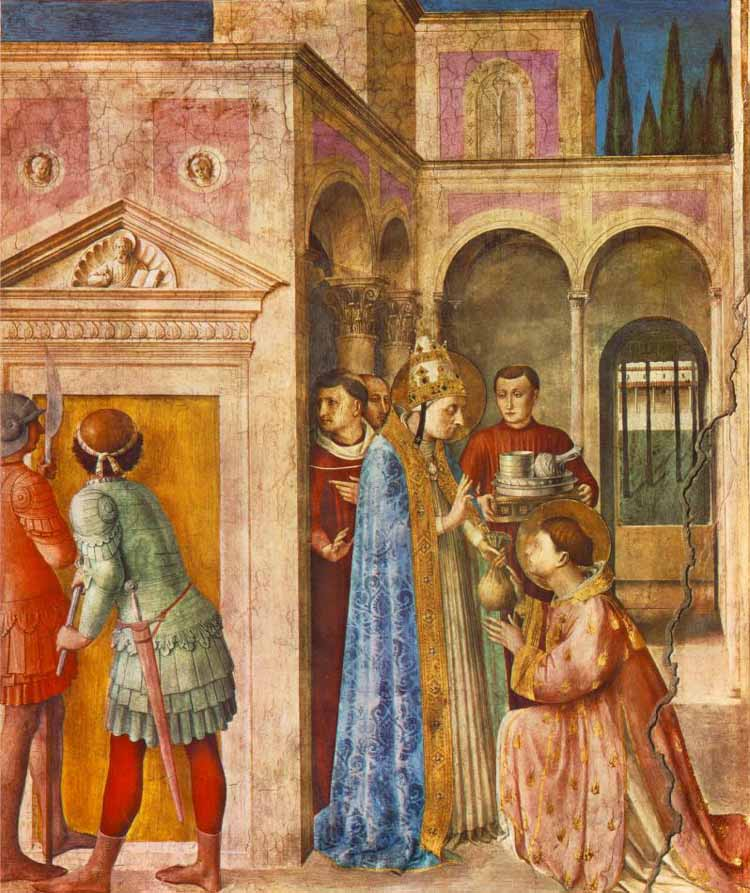
Sant Llorenç màrtir rebent els tresors de l'Església (1447), al Vaticà, incorpora els cars pigments, or i un elaborat disseny típic de les comandes del Vaticà.

Quan fra Angelico i els seus ajudants van anar al Vaticà per decorar la capella del papa Nicolau, l'artista s'hi va veure obligat a adaptar-se a les exigències dels seus nous i rics clients. En conseqüència, penetrar en la petita capella és com entrar en un joier. Els murs estan coberts de brillants colors i d'or d'una manera que no s'havia vist des de les luxoses creacions del pintor gòtic Simone Martini a la Basílica Inferior de Sant Francesc d'Assís, cent anys abans. Però, encara ací, fra Angelico va reeixir a fer una obra que palesa les seua preocupació per la humanitat, amb humilitat i amb pietat. Les figures, guarnides amb vestidures luxosament daurades, tenen la dolçor i la tendresa que van fer cèlebres les seues obres. Segons Vasari:
En llur capteniment i expressió, els sants pintats per fra Angelico se situen més prop de la veritat que les figures de qualsevol altre artista.
És probable que molt del treball fóra fet pels seus ajudants segons el disseny de Fra Angelico. Tant Benozzo Gozzoli com Gentile da Fabriano eren uns pintors excel·lents. Benozzo va atènyer posteriorment un estil plenament renaixentista, amb els seus expressius i vius retrats de la seua obra mestra: Viatge dels Reis Mags, pintat a la capella privada del palau dels Mèdici.

### Llegat artístic
A través del deixeble de fra Angelico, Benozzo Gozzoli i de la seua perfecta tècnica del retrat i mestria en l'art del fresc, es pot resseguir un lligam amb Ghirlandaio, que al seu torn va pintar grans obres per als seus rics clients florentins i, a través de Ghirlandaio, amb el seu deixeble Miquel Àngel i l'Alt Renaixement.
A banda d'aquesta connexió lineal, aparentment pot semblar poca la relació entre l'humil frare —amb les seues delicades i dolces Madonnes i les seues sempiternes Crucifixions— i les dinàmiques expressions de les famoses creacions de Miquel Àngel. Però tots dos artistes van rebre llurs més importants comandes del més ric i poderós dels patrons: el Vaticà.
Quan Miquel Àngel va rebre l'encàrrec de pintar la Capella Sixtina, va haver de treballar en un espai que ja havia estat prèviament decorat amb profusió per altres artistes. Als murs, la Vida de Crist i la Vida de Moisès havien estat pintades per diferents artistes, com ara el seu propi mestre Ghirlandaio; el mestre de Rafael, Perugino; i Botticelli. Eren obres de gran dimensió i tan luxoses com el Vaticà desitjava, i en rivalitzaven amb qualsevol altra en complexitat, disseny, nombre de figures, elaboració dels detalls i generós ús de l'or. Sobre aquestes obres, hi havia una fila de retrats de papes pintats amb lluents brocats i tiares daurades. Cap d'aquestes esplendors va tenir cabuda en l'obra que va crear Miquel Àngel. Quan el papa Juli II li va demanar que pintara els vestits dels apòstols amb els guarniments acostumats, Miquel Àngel li va respondre que es tractava d'homes molt humils.
A les cel·les de Sant Marc, fra Angelico havia demostrat que la mestria de l'artista i la seua interpretació personal eren prou per a crear obres d'art perdurables, sense que calgueren els cars drapats en blau o en or. En la pràctica del fresc orfe d'ornaments, els tons pastel clars i brillants, l'acurada disposició d'unes poques i significatives figures i el savi ús de l'expressió, el moviment i els gestos, Miquel Àngel va demostrar ser un descendent artístic de fra Angelico. Frederick Hartt qualifica fra Angelico de «profeta del misticisme» en la pintura i, per tant, precursor de Rembrandt, El Greco i Zurbarán.

### Fra Angelico i la successió vers Miquel Àngel

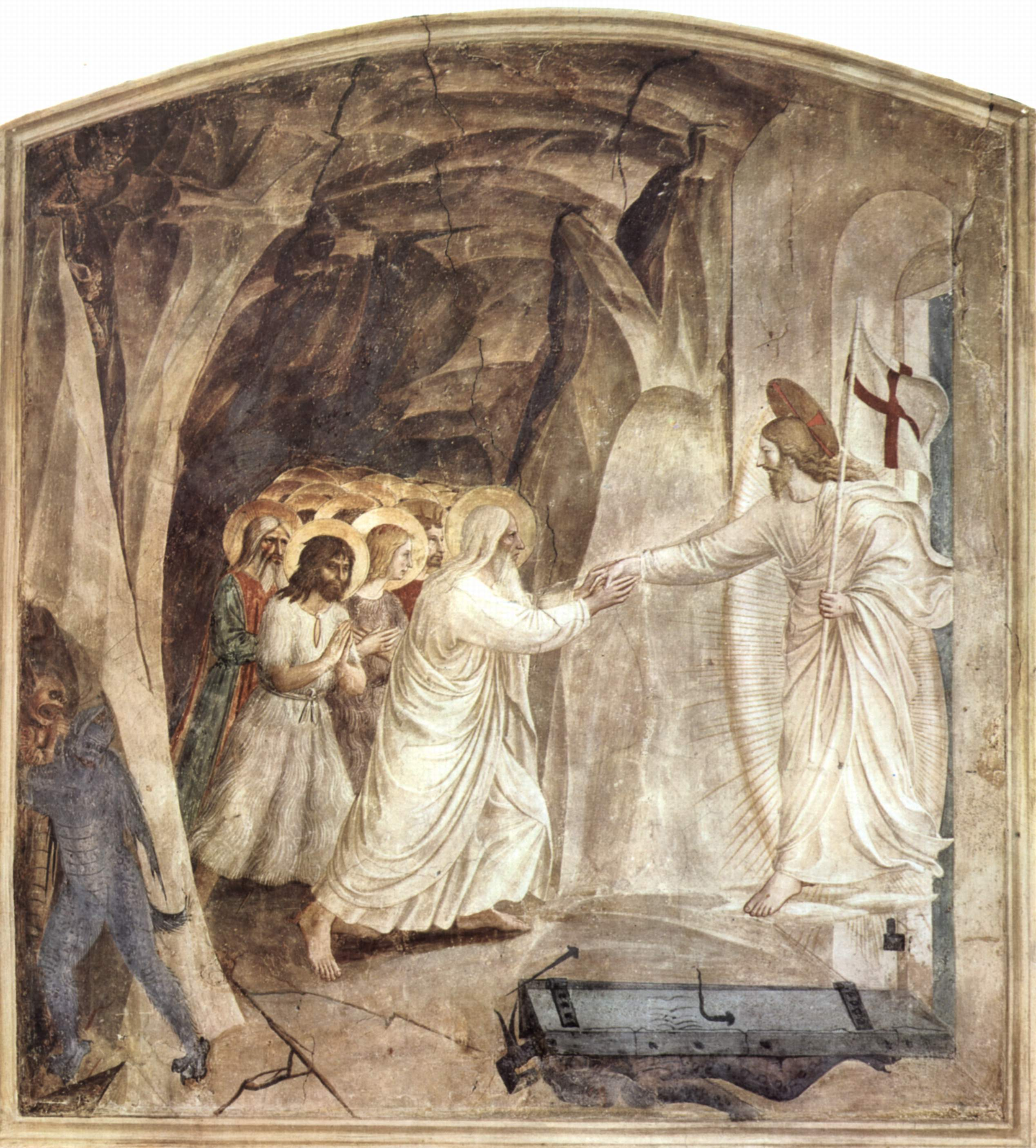
Fra Angelico, fresc de les cel·les de Sant Marc. Crist salva Adam per de l'infern. c.1440
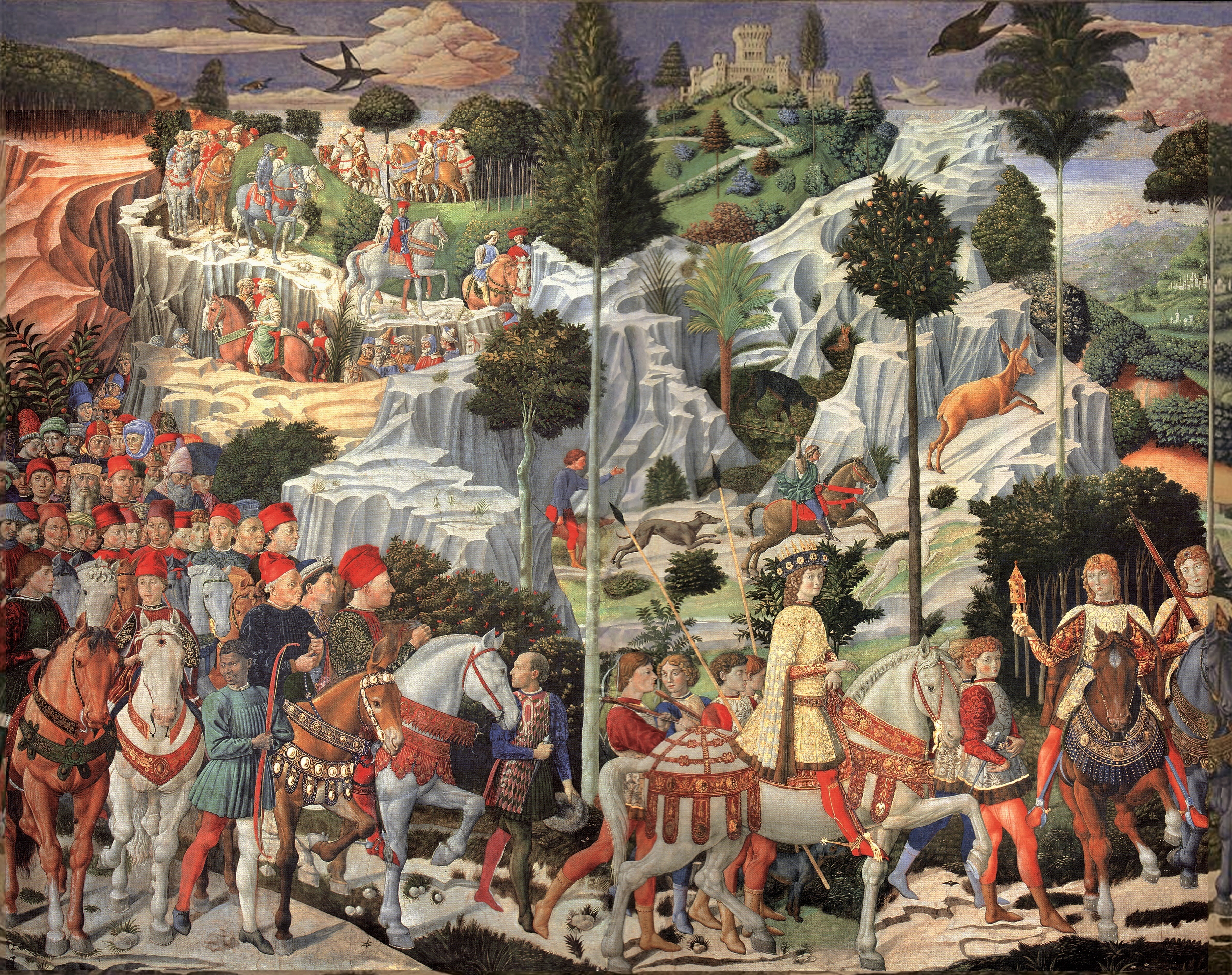
Benozzo Gozzoli, Viatge dels Reis Mags, fresc, retratant membres de la família Mèdici i un dignatari visitant com a Reis Mags. c.1460
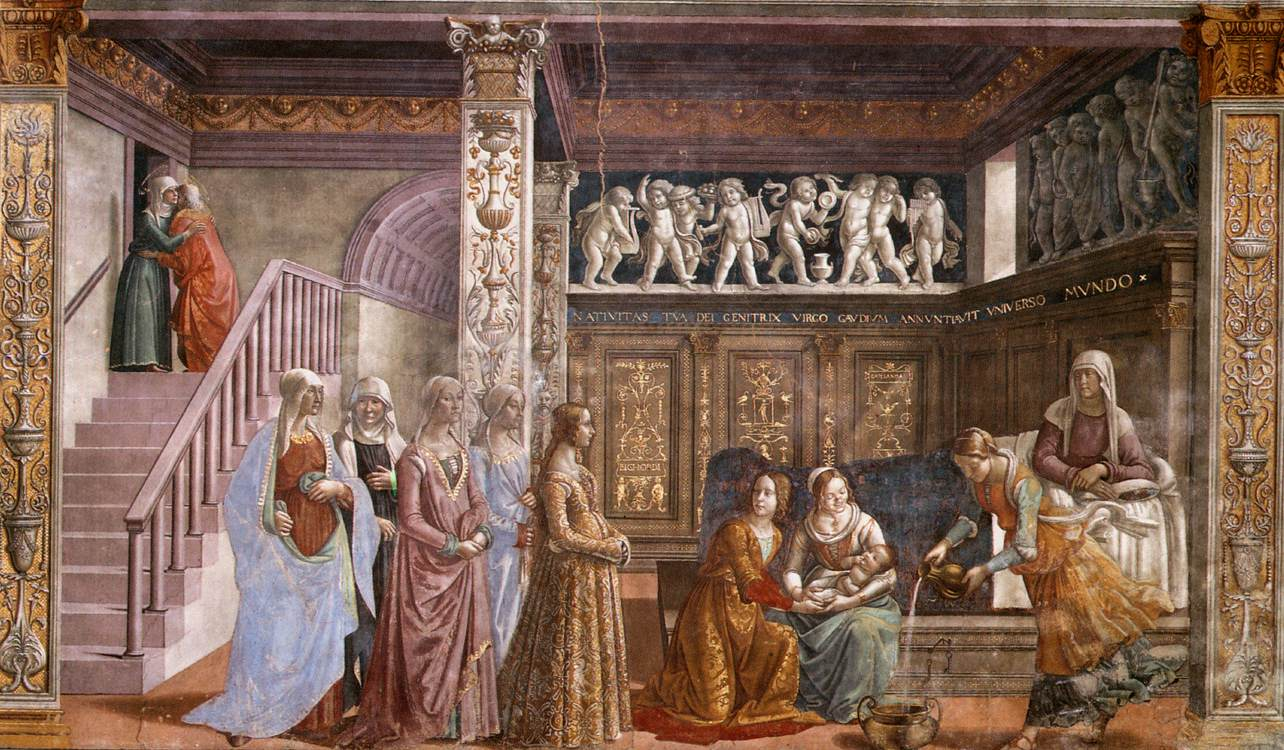
Ghirlandaio, fresc, una típica obra d'encàrrec que mostra les joves dones de Florència amb elaborats brocats assistint al naixement de Maria. c.1490
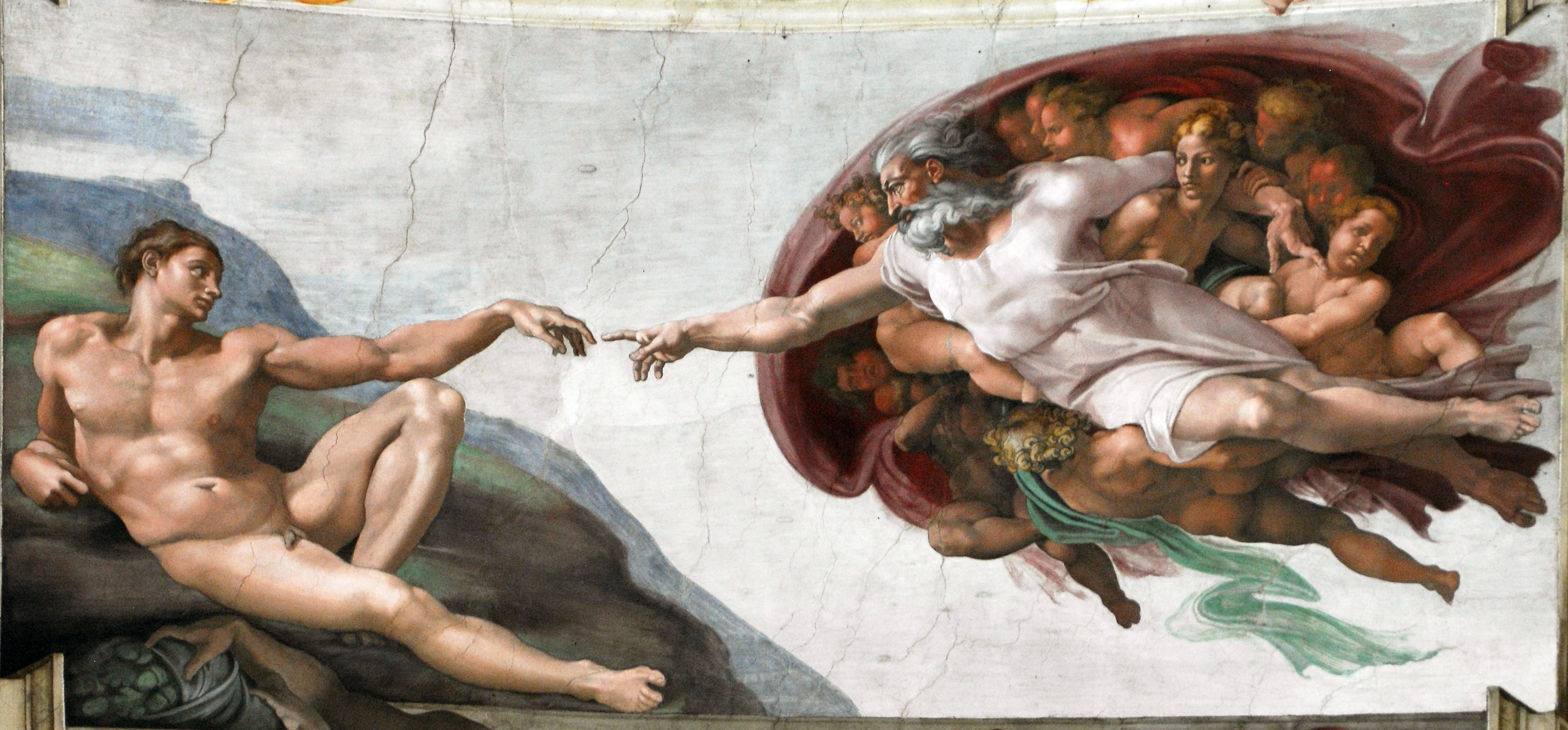
Miquel Àngel, Déu creant Adam, fresc que mostra la representació icònica de la connexió de Déu amb la humanitat a través d'Adam. c.1510

## Obres

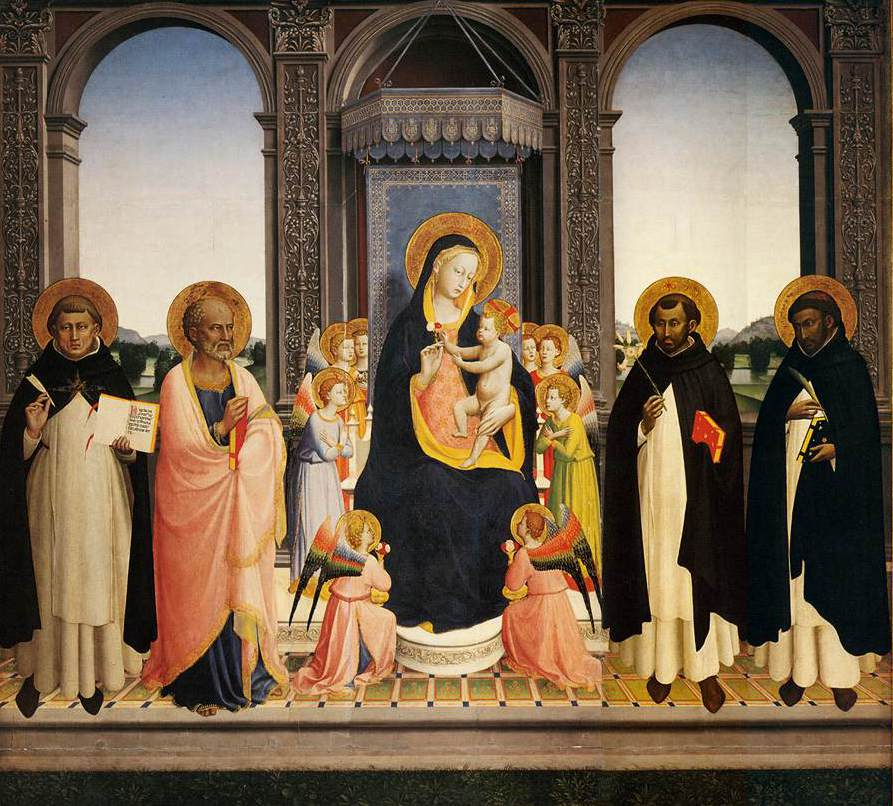
Mare de Déu i Infant amb sants, Fiesole (1428–30)

### Primeres obres, 1408–1436
Cortona
- Anunciació

Fiesole
- Retaule - Coronació de la Mare de Déu, amb predel·les de Miracles de Sant Domènec, Louvre.
- Retaule - Mare de Déu i Infant entre els sants Pere, Tomàs d'Aquino, Domènec i Pere Màrtir; vegeu detall, dreta.
- Predel·la - Crist en Majestat, National Gallery de Londres.

Florència, Santa Trinita
- Deposició de Crist, del qual va dir Vasari que havia estat pintat «per un sant o un àngel». Actualment al Museu Nacional de Sant Marc, Florència.

Florència, Santa Maria degli Angeli
- Judici Final, Accademia.

Florència, Santa Maria Novella
- Retaule - Coronació de la Mare de Déu, Uffizi.

### Sant Marc, Florència, 1436–1445

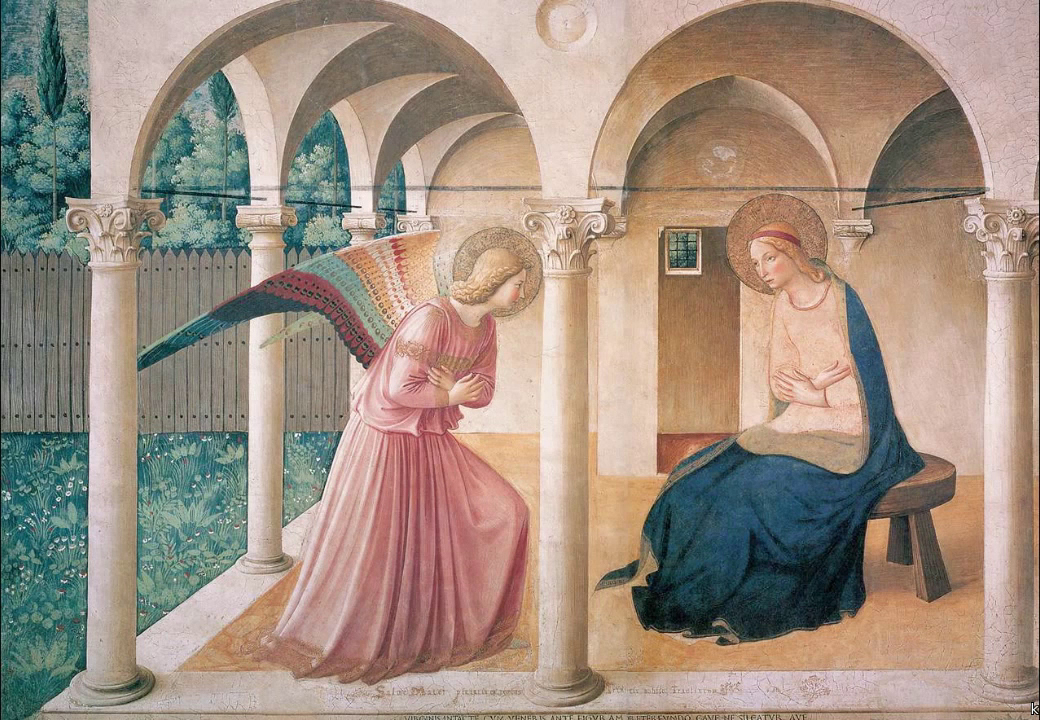
Una de les diverses versions de L'Anunciació es conserva al convent de San Marco de Florència.

- Retaule per a l'absis - Mare de Déu amb els sants Cosme i Damià, en presència dels sants Domènec, Pere, Francesc, Marc, Joan Evangelista i Esteve. Cosme i Damià eren els patrons dels Mèdici; el retaule va ser encarregat l'any 1438 per Cosme de Mèdici. Va ser retirat i desmuntat durant la renovació de l'església del convent, al segle xvii. Dos dels nou panells de la predel·la romanen al convent; set se'n troben repartits entre Washington, Múnic, Dublín i París. Inesperadament, l'any 2006, es van trobar els dos últims panells perduts a la casa d'un modest col·leccionista d'Oxford: els panells laterals amb sants dominicans. El col·leccionista els havia adquirit a Califòrnia en la dècada del 1960.[16]
- Retaule – Mare de Déu amb l'Infant i dozte àngels (mida natural); Uffizi.
- Retaule - L'Anunciació.
- Dues versions de la Crucifixió amb sant Domènec; al claustre.
- Una vasta Crucifixió amb la Mare de Déu i 20 sants; a la Sala Capitular.
- L'Anunciació; al final de l'escala del dormitori. És probablement la pintura de Fra Angelico més reproduïda.
- Mare de Déu entronitzada amb quatre sants; al corredor del dormitori.

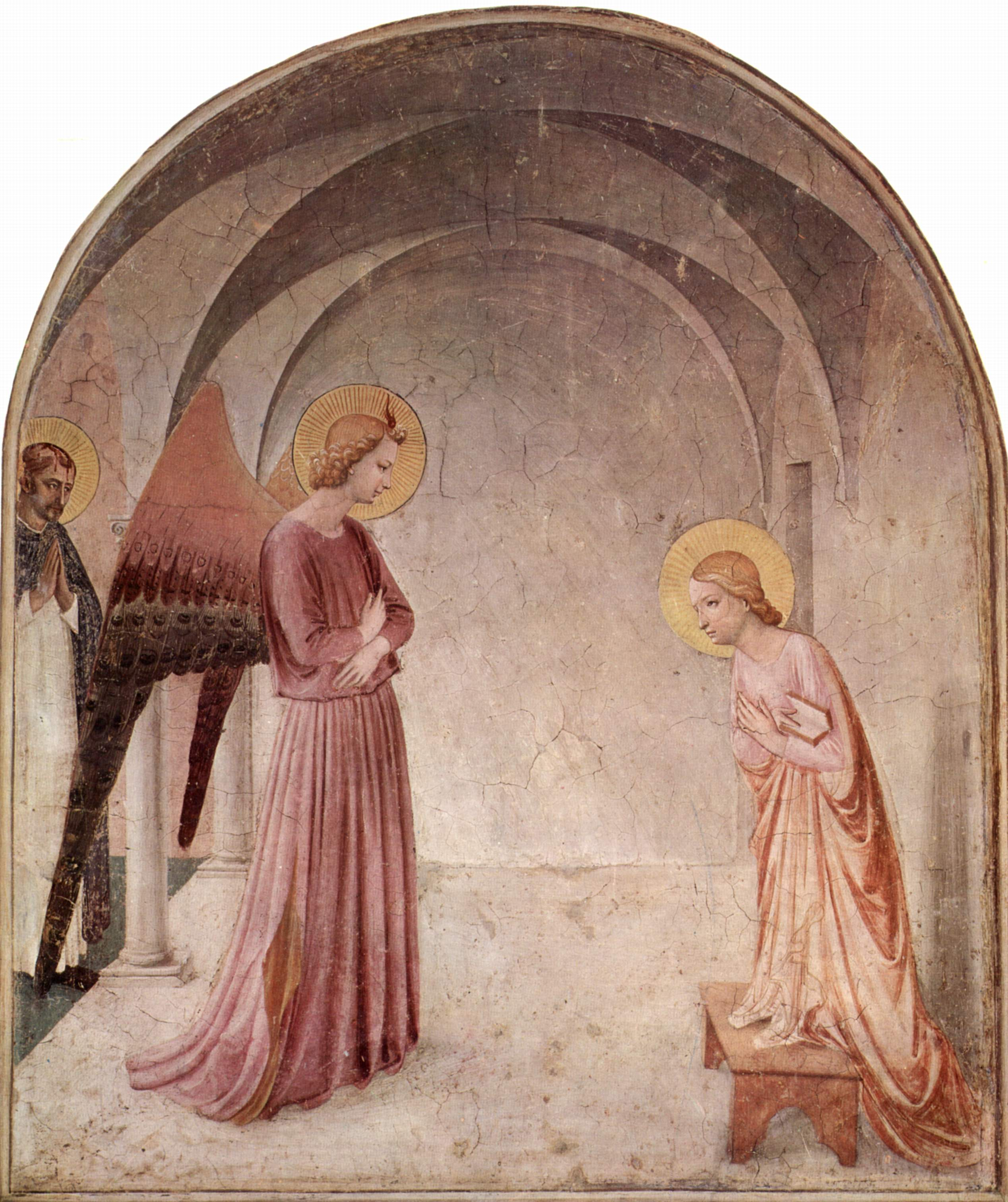
En L'Anunciació es reprodueix l'interior de la cel·la on està situada

Cada cel·la està decorada amb un fresc de la mateixa mida i forma que la finestra amb arc de mig punt situada al costat. Els frescos, sembla que van ser fets amb un propòsit contemplatiu. Tenen una pàl·lida, serena i colpidora bellesa. Moltes de les millors i més reproduïdes obres obres de fra Angelico pertanyen a aquesta sèrie de frescos. Hi ha, particularment en la fila interior de cel·les, alguns menys inspirats i amb temes més repetitius, potser acabats pels seus ajudants. Moltes pintures inclouen sants dominicans com a testimonis de l'acció, i ajudaven, així, els frares a situar-se ells mateixos en l'escena.
- L'Adoració dels Reis Mags.
- Transfiguració.
- Noli me Tangere.
- Les tres Maries a la tomba.
- El Sopar d'Emmaús, amb dos dominicans com a deixebles.
- Hi ha moltes versions de la Crucifixió.

### Darreres obres, 1445–1455
Catedral d'Orvieto
Tres seccions del sostre de la Cappella Nuova, amb l'ajuda de Benozzo Gozzoli.
- Crist en la Glòria.
- La Mare de Déu.
- Els apòstols.

Capella Nicolina
La capella del papa Nicolau V, al Vaticà, va ser pintada probablement amb molta ajuda de Benozzo Gozzoli i Gentile da Fabriano. Tota la superfície dels murs i el sostre està sumptuosament pintada. S'hi va emprar molt d'or per als marcs i la decoració, així com gran quantitat de blau de lapislàtzuli.
- La vida de Sant Esteve.
- La vida de Sant Llorenç.
- Els Quatre Evangelistes.

### Descobriment d'obres perdudes
La premsa d'arreu del món va fer-se eco, al novembre de 2006, que dues de les obres mestres perdudes de fra Angelico havien estat trobades. Havien estat conservades a la modesta casa d'esplai de Jean Preston, a Oxford, Anglaterra. Son pare les havia adquirides per 100£ cadascuna l'any 1965 i li les havia deixat en herència a la seua mort, l'any 1974. Jean havia estat consultada pels llavors propietaris, atesa la seua capacitat com a experta medievalista. Va identificar els quadres com a obres de gran qualitat corresponents al renaixement florentí, però mai se li va acudir, com tampoc als marxants als quals va acudir, que pogueren ser de fra Angelico. Finalment, l'any 2005, van ser identificades per Michael Liversidge, de la Universitat de Bristol. En la dècada del 1960, gairebé no hi havia demanda d'art renaixentista, i els marxants no hi mostraven gens d'interès, de manera que son pare va poder comprar-les després de pensar-s'ho bé i en companyia d'alguns manuscrits. Irònicament, els manuscrits van resultar ser unes falsificacions victorianes d'alta qualitat fetes per un falsificador espanyol. Les pintures són dos dels vuit panells laterals d'un gran retaule pintat l'any 1439 per al monestir de Sant Marc, però desmuntat per l'exèrcit napoleònic. Tot i que la secció central roman encara al monestir, els altres sis petits panells es troben en museus alemanys i nord-americans. Aquests dos panells es creien perduts per sempre. El Govern italià va voler adquirir-los, però va perdre la licitació davant d'un col·leccionista privat, que va comprar-los per 1,7 milions de lliures esterlines.

## Galeria

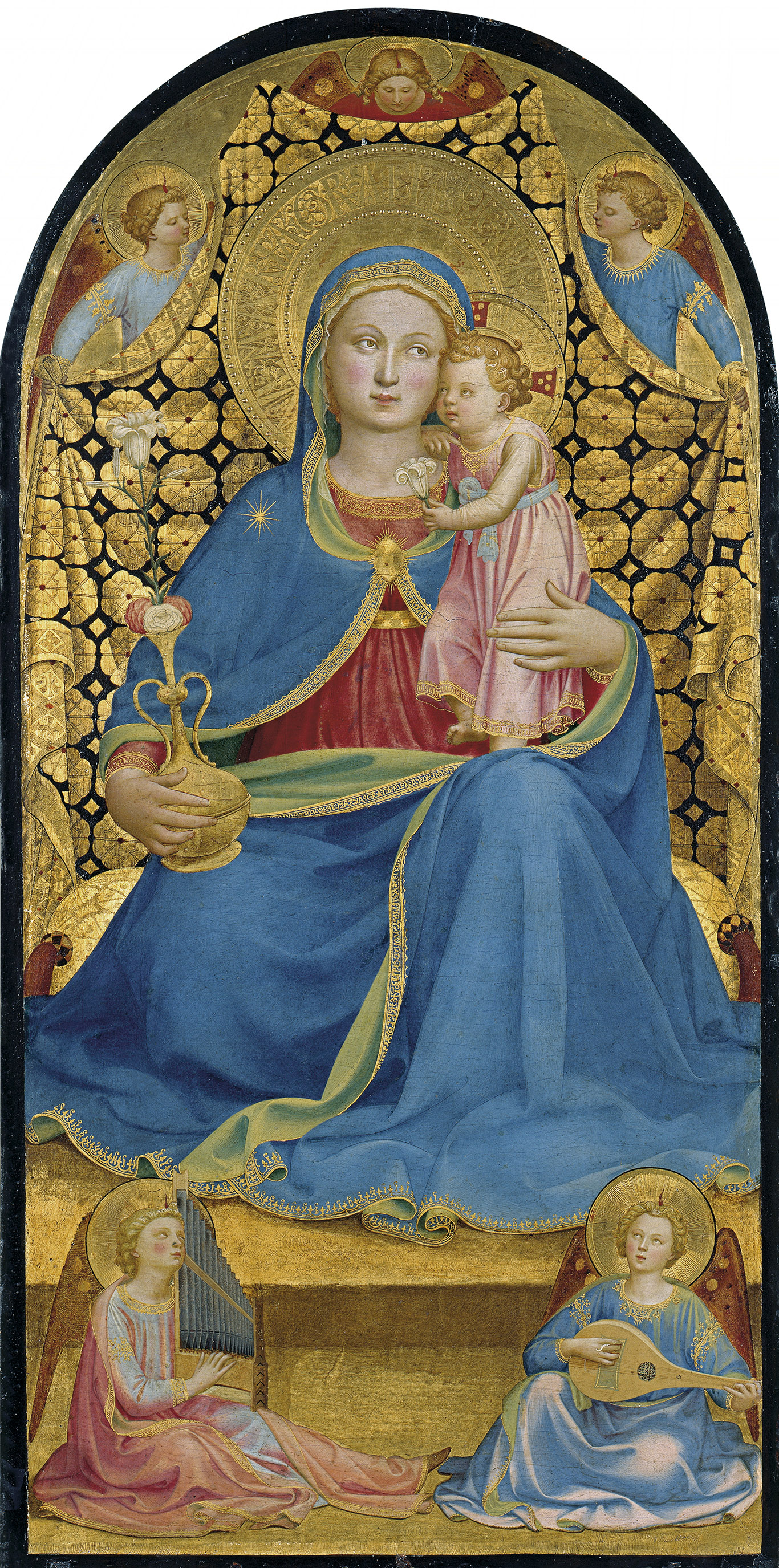
Mare de Déu de la Humilitat, Museu Nacional d'Art de Catalunya c. 1433-1435.
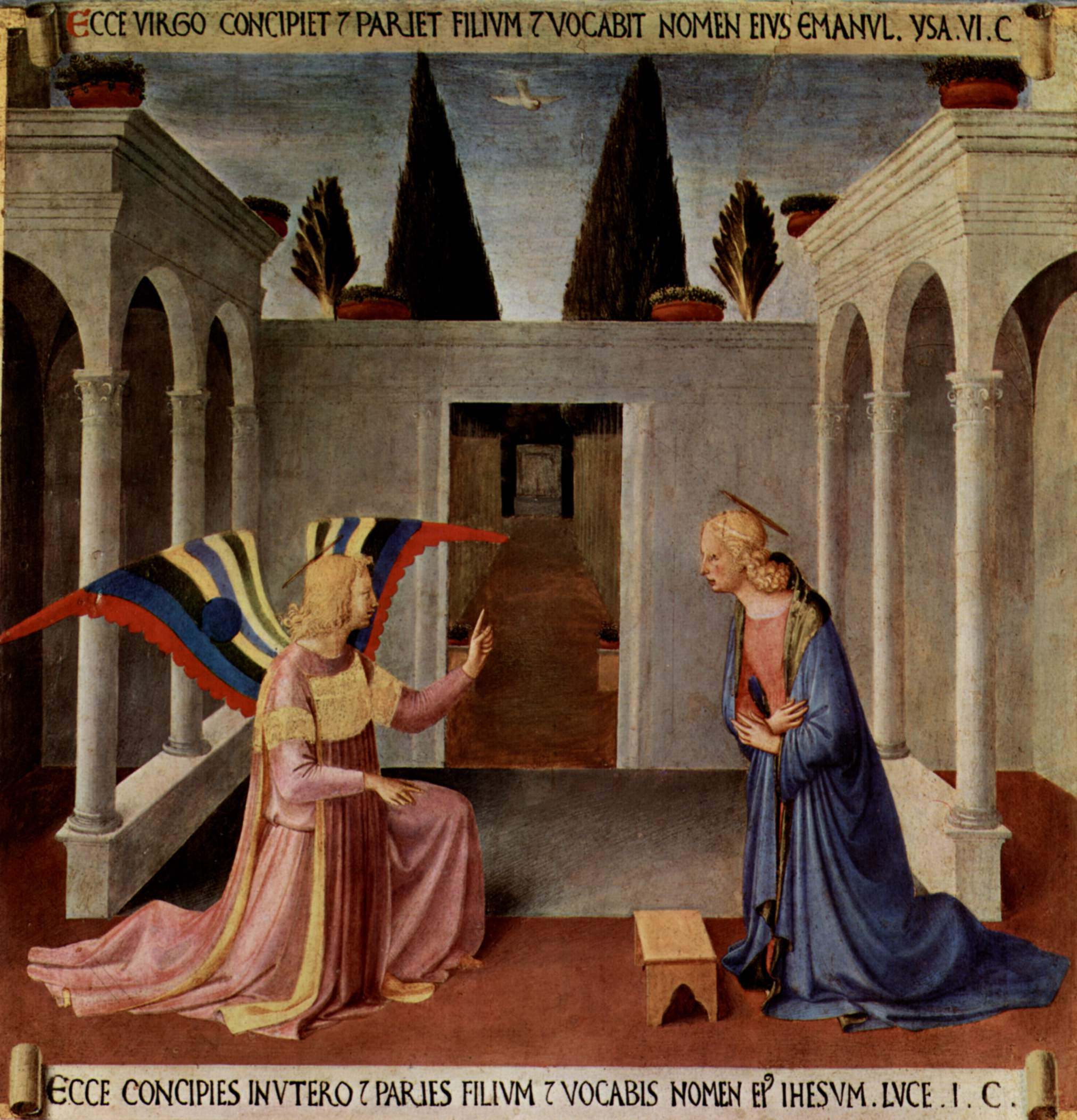
Anunciació (c. 1450)
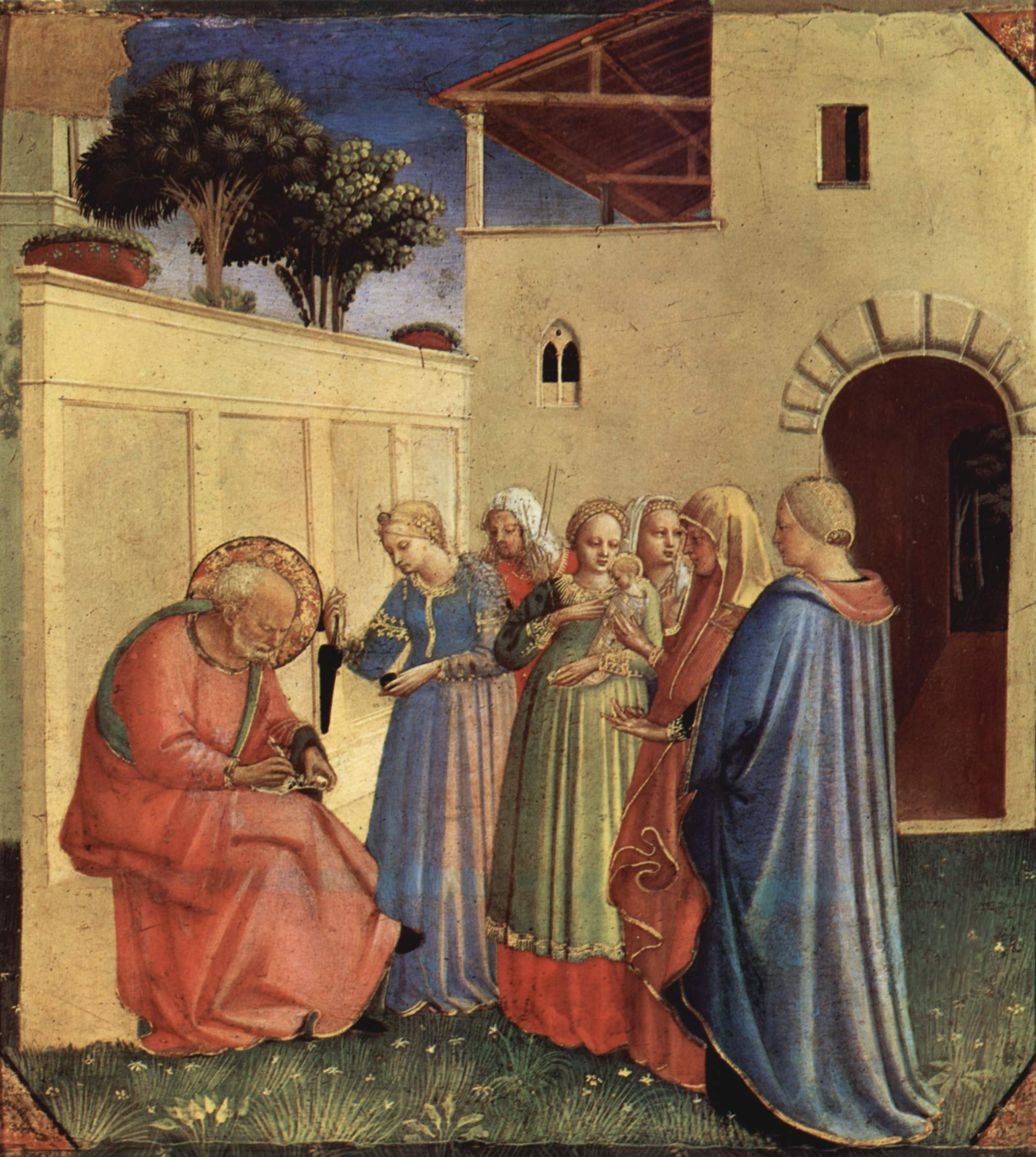
El bateig de Sant Joan (1434–1435)
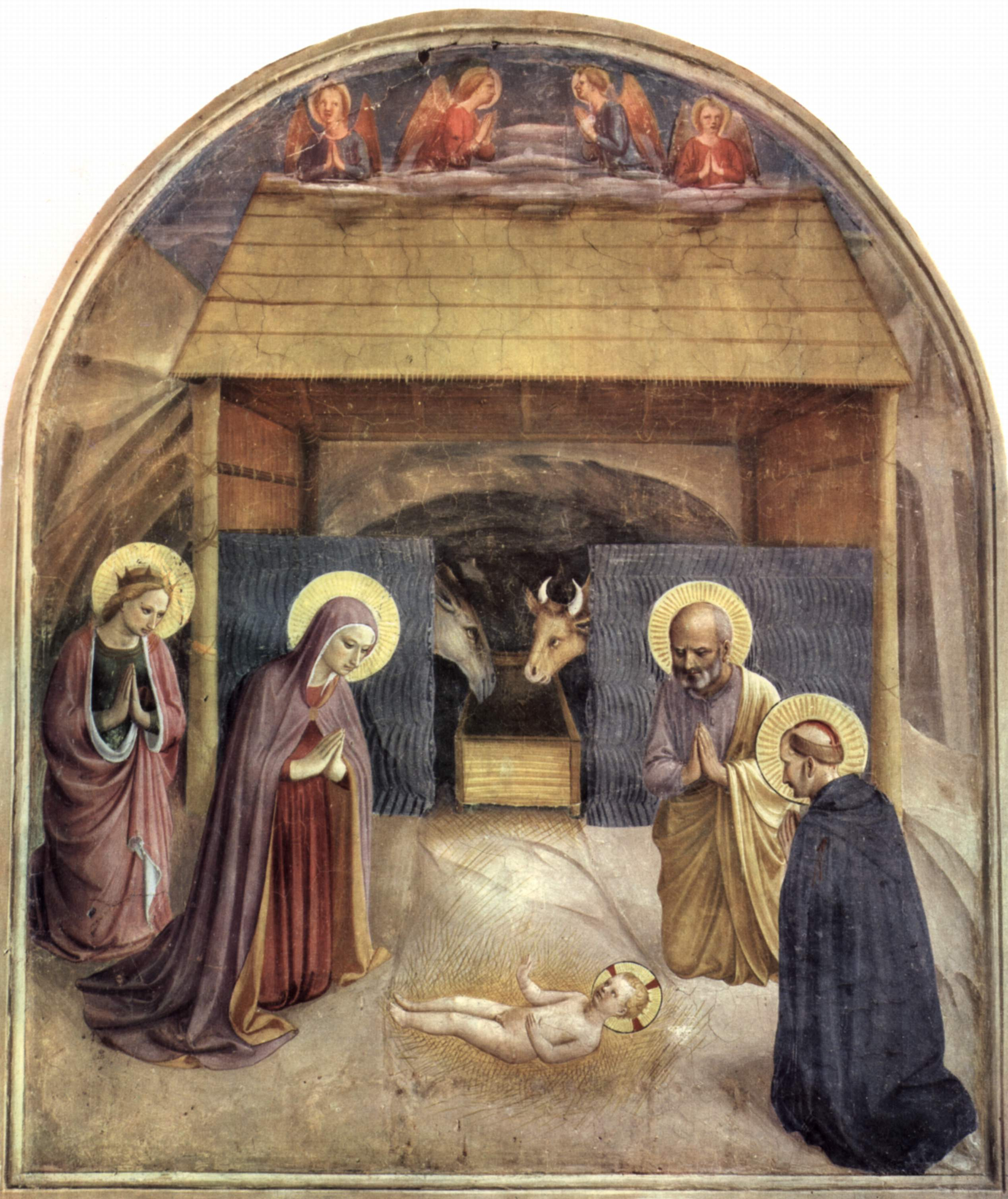
La Nativitat
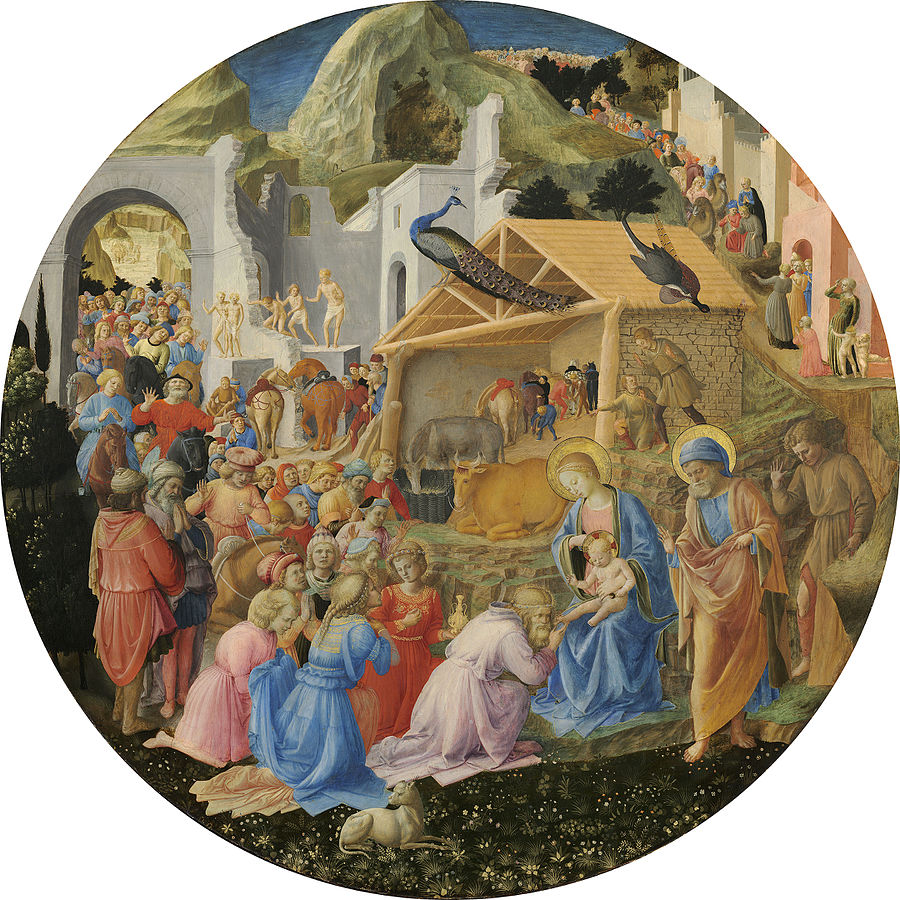
L'Adoració dels Reis Mags.
La fugida a Egipte (c.1450)
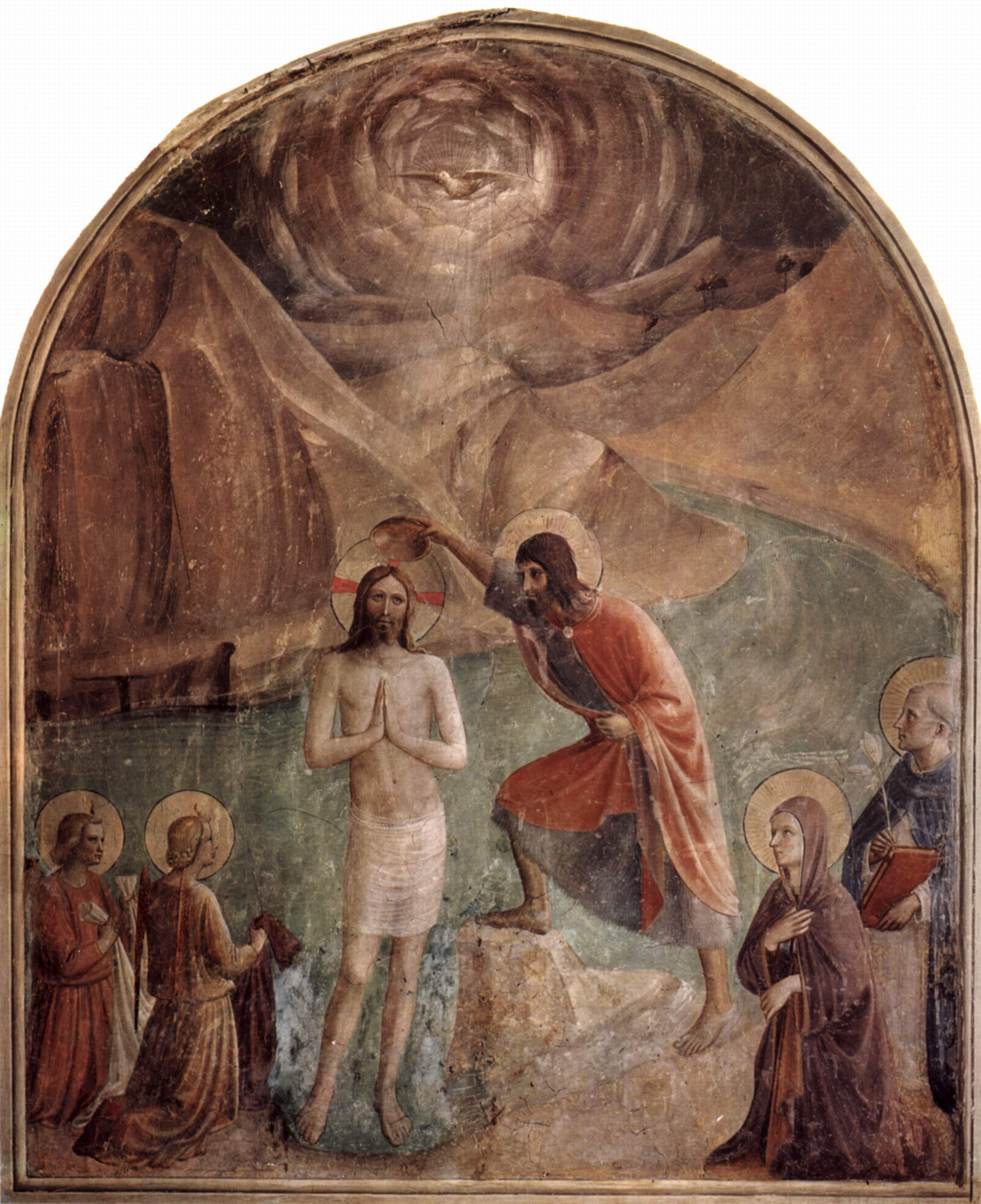
Baptisme de Crist (c.1437–1446)
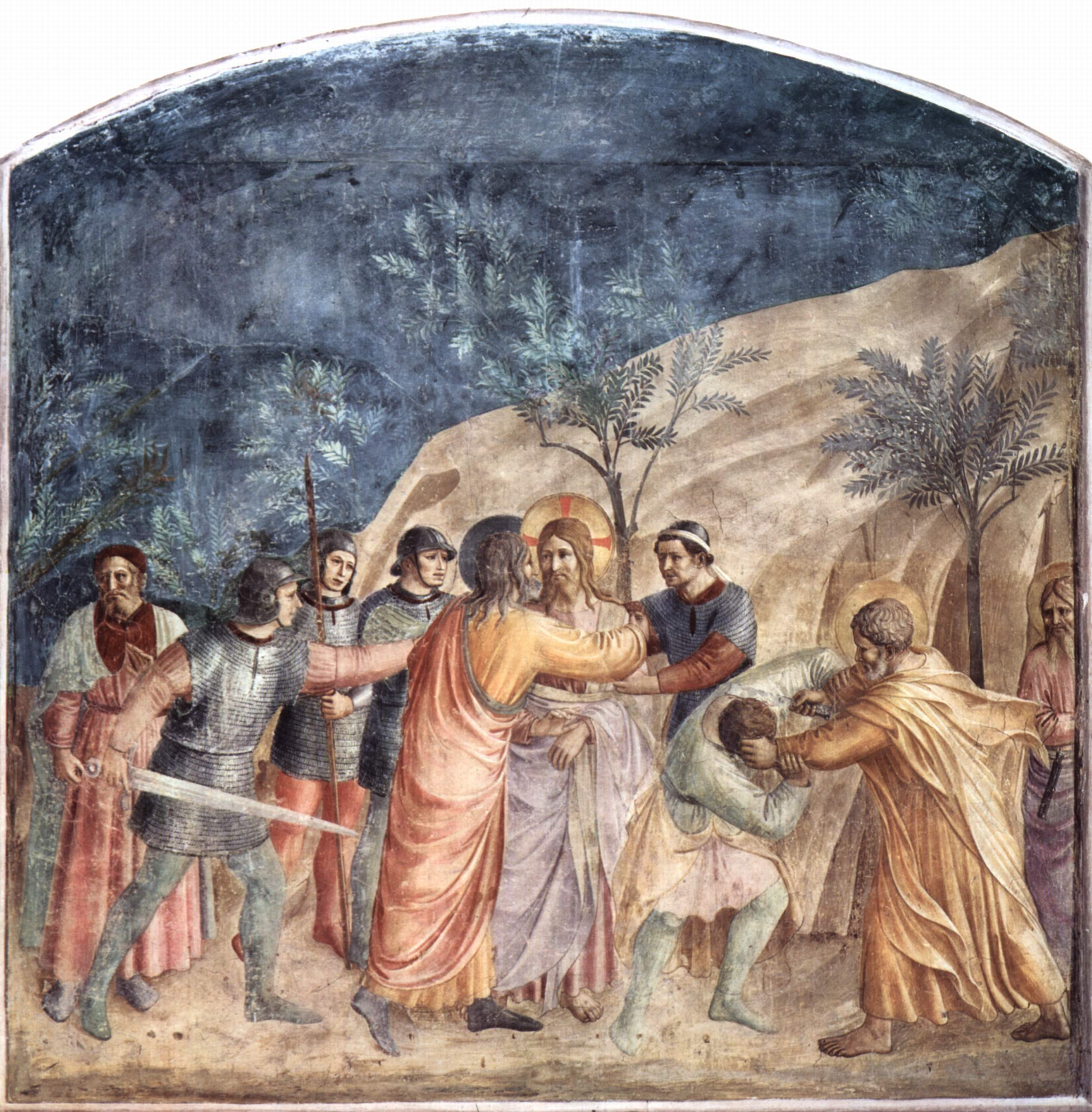
Captura de Crist (c.1437–1446)
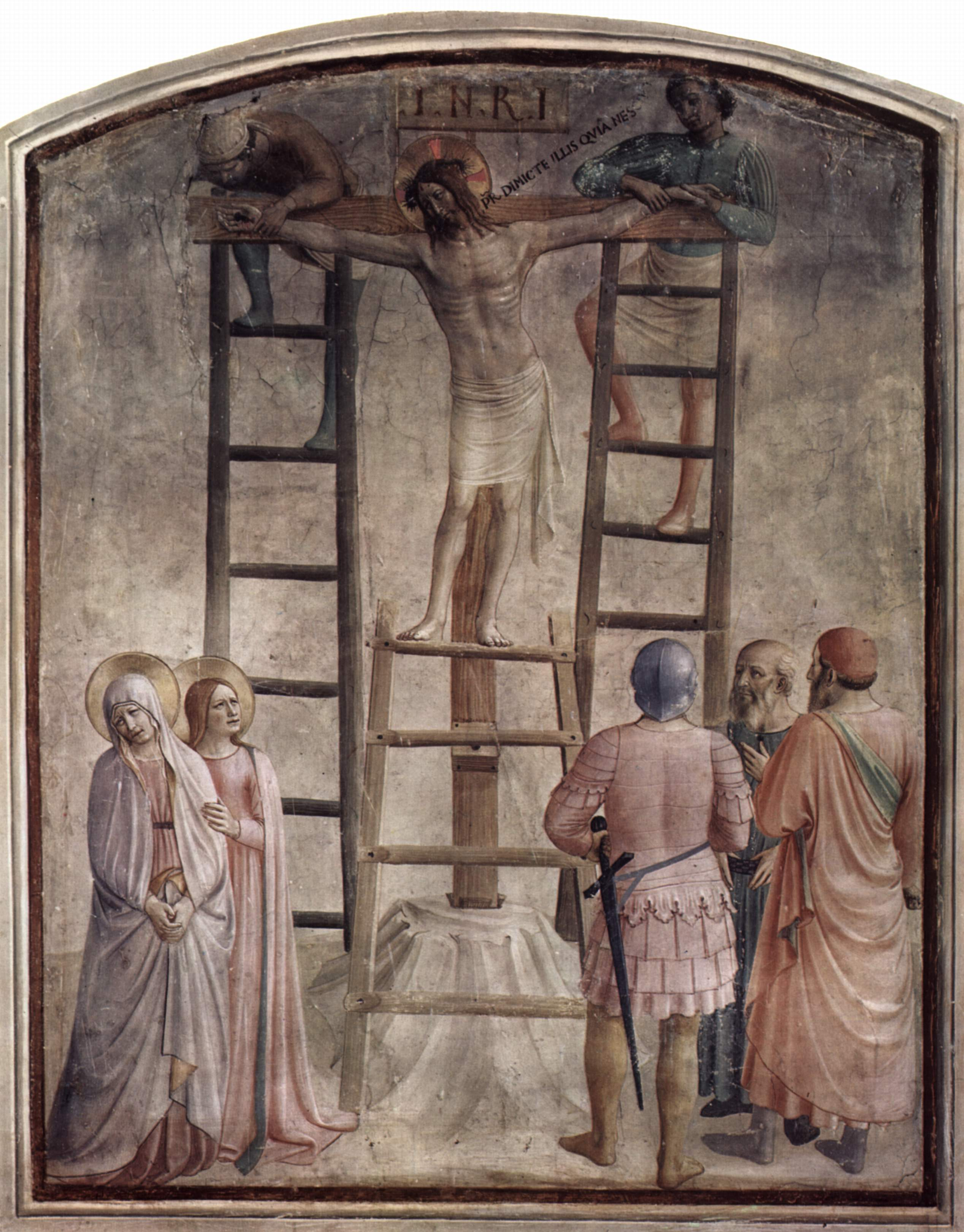
Crist clavat a la Creu (c.1437–1446)
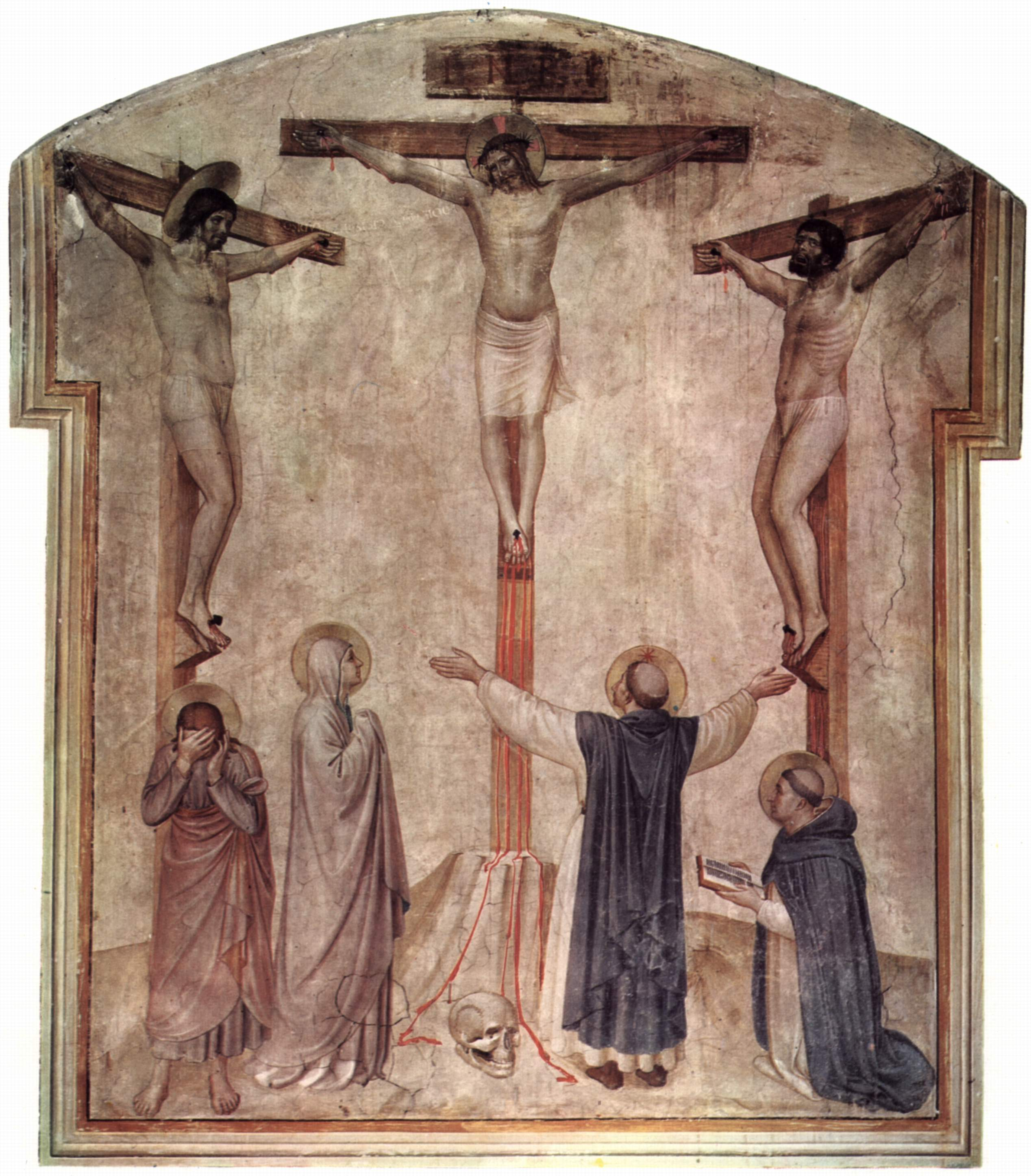
Crist a la creu entre els dos lladres (c.1437–1446)
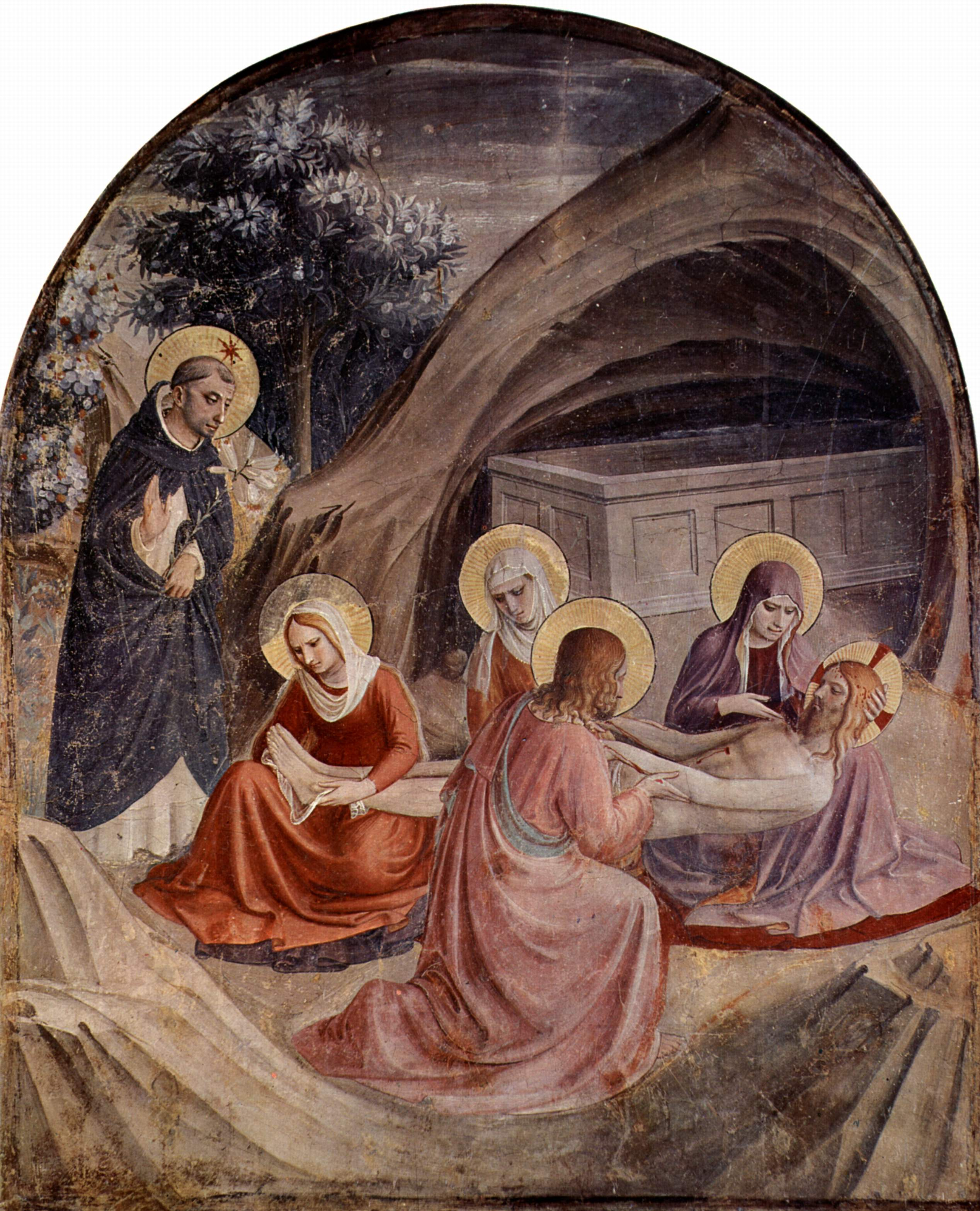
El Davallament (c.1437–1446)
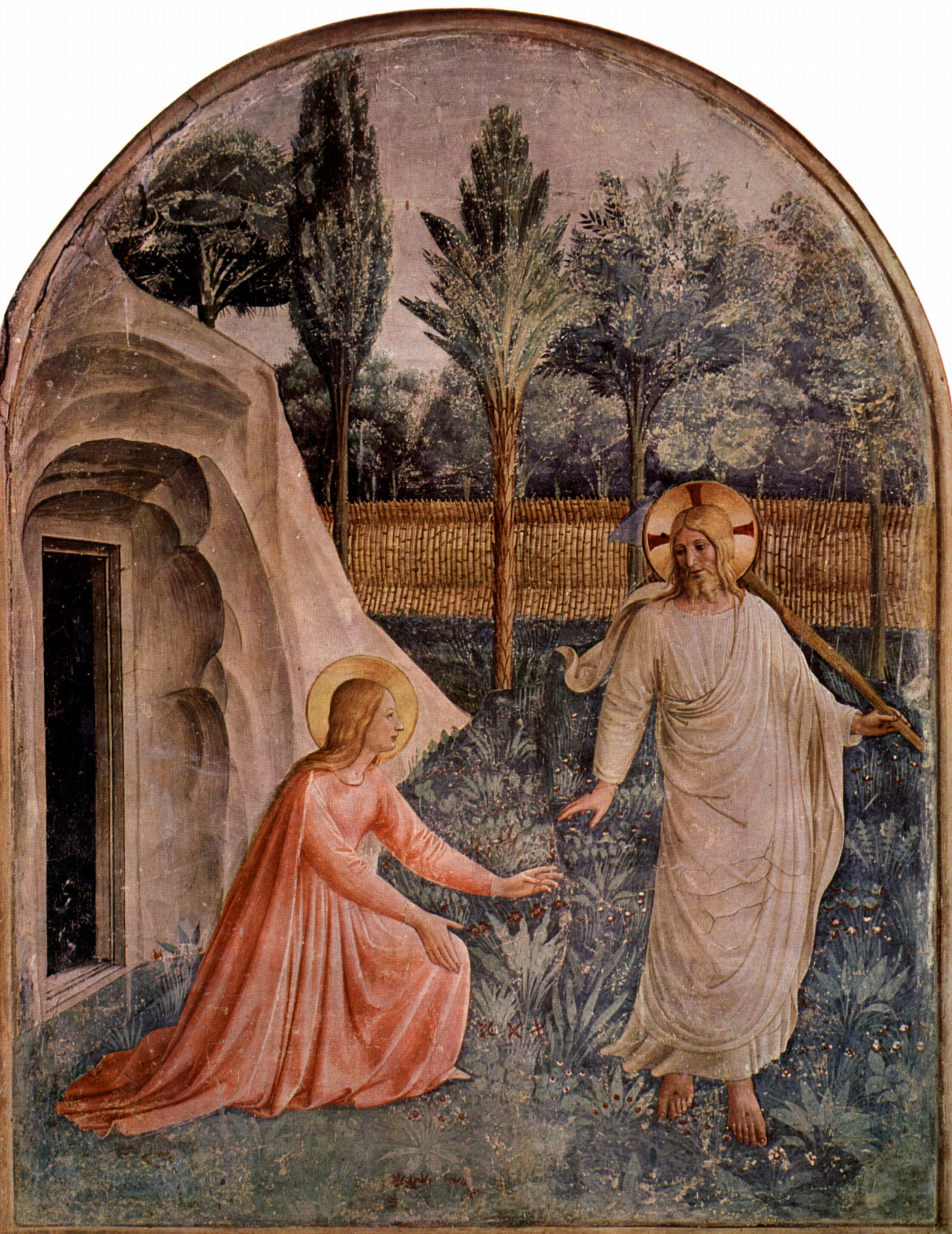
Noli me tangere (c.1437–1446)
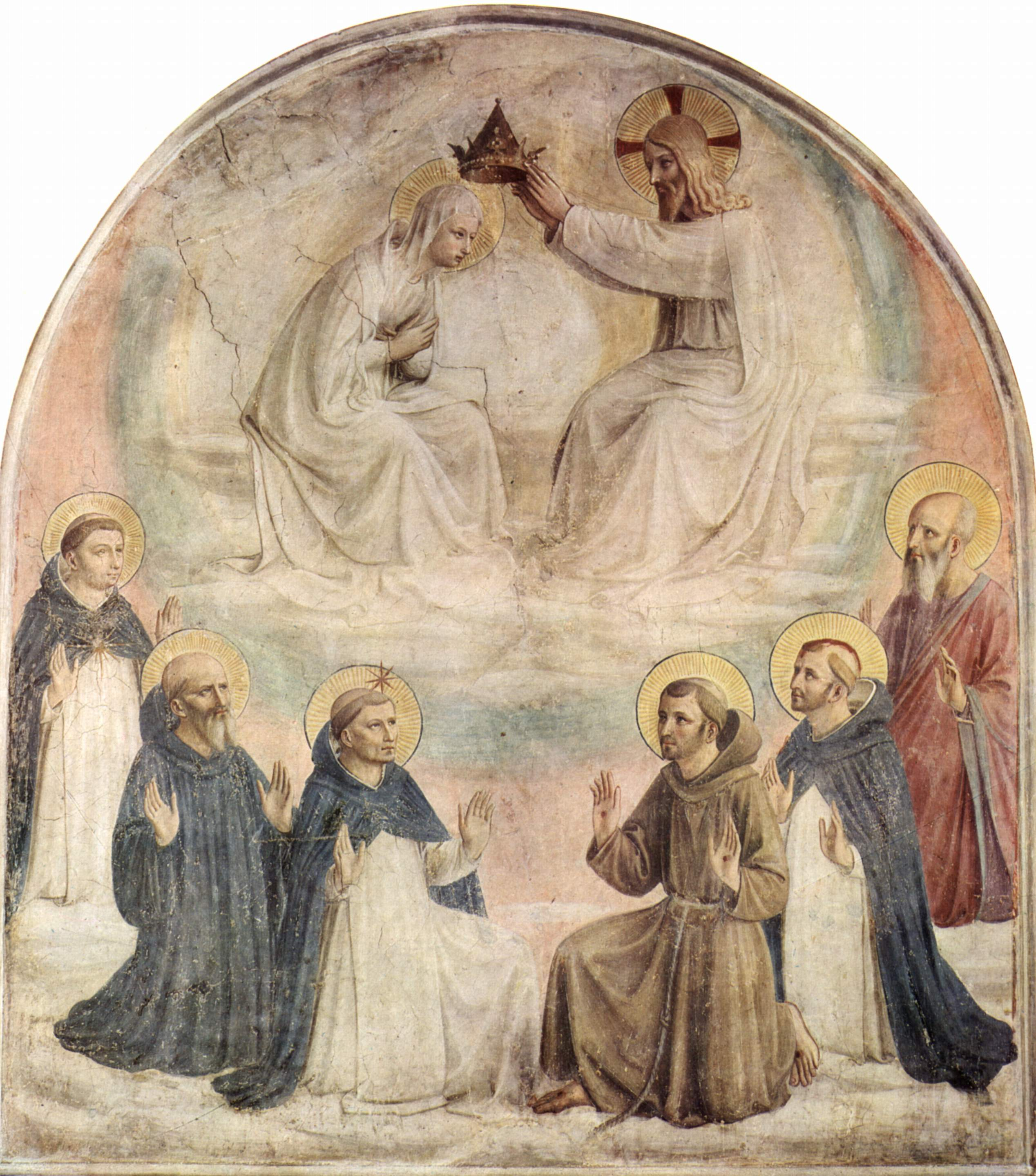
Coronació de la Mare de Déu (c.1437–1446)